# A Szovjetunió az 1968. évi nyári olimpiai játékokon
A Szovjetunió a mexikói Mexikóvárosban megrendezett 1968. évi nyári olimpiai játékok egyik részt vevő nemzete volt. Az országot az olimpián 18 sportágban 312 sportoló képviselte, akik összesen 91 érmet szereztek.

## Érmesek
| Érem  | Versenyző | Sportág       | Versenyszám                    |
| ----- | --- | ------------- | ------------------------------ |
| Arany | Vlagyimir Golubnyicsij | Atlétika      | Férfi 20 km gyaloglás          |
| Arany | Viktor Szanyejev | Atlétika      | Férfi hármasugrás              |
| Arany | Jānis Lūsis | Atlétika      | Férfi gerelyhajítás            |
| Arany | Roman Rurua | Birkózás      | Kötöttfogás, 63 kg             |
| Arany | Borisz Gurevics | Birkózás      | Szabadfogás, 87 kg             |
| Arany | Alekszandr Medvegy | Birkózás      | Szabadfogás, +97 kg            |
| Arany | Anatolij Szassz Alekszandr Tyimosinyin | Evezés        | Férfi kétpárevezős             |
| Arany | Volodimir Morozov Olekszandr Saparenko | Kajak-kenu    | Férfi kajak kettes 1000 m      |
| Arany | Ljudmila Hvedoszjuk-Pinajeva | Kajak-kenu    | Női kajak egyes 500 m          |
| Arany | Ivan Kizimov | Lovaglás      | Egyéni díjlovaglás             |
| Arany | Valerian Szokolov | Ökölvívás     | Harmatsúly                     |
| Arany | Borisz Lagutyin | Ökölvívás     | Nagyváltósúly                  |
| Arany | Danas Pozniakas | Ökölvívás     | Félnehézsúly                   |
| Arany | Nemzeti válogatott Oļegs Antropovs Volodimir Bjeljajev Ivans Bugajenkovs Volodimir Ivanov Valerij Kravcsenko Jevhen Lapinszkij Vasilijus Matuševas Viktor Mihalcsuk Georgij Mondzolevszkij Jurij Pojarkov Eduard Szibirjakov Borisz Terescsuk                       | Röplabda      | Férfi                          |
| Arany | Nemzeti válogatott Ljudmila Buldakova Vera Galuska-Dujunova Vera Lantratova Valentyina Kamenyek-Vinogradova Galina Leontyeva Ljudmila Mihajlovszkaja Tatyjana Ponyajeva-Tretyakova Inna Riszka Roza Salihova Tatyjana Szaricseva Nyina Szmolejeva Tatjana Veinberga | Röplabda      | Női                            |
| Arany | Grigorij Koszih | Sportlövészet | Szabadpisztoly                 |
| Arany | Jevgenyij Petrov | Sportlövészet | Skeet                          |
| Arany | Viktor Kurencov | Súlyemelés    | 75 kg                          |
| Arany | Borisz Szelickij | Súlyemelés    | 82,5 kg                        |
| Arany | Leonyid Zsabotyinszkij | Súlyemelés    | +90 kg                         |
| Arany | Mihail Voronyin | Torna         | Férfi ugrás                    |
| Arany | Mihail Voronyin | Torna         | Férfi nyújtó                   |
| Arany | Larisza Petrik | Torna         | Női talaj                      |
| Arany | Natalja Kucsinszkaja | Torna         | Női gerenda                    |
| Arany | Ljubov Burda Olga Karaszjova Natalja Kucsinszkaja Larisza Petrik Ljudmila Turiscseva Zinaida Voronyina | Torna         | Női csapat összetett           |
| Arany | Valentin Mankin | Vitorlázás    | Finn dingi                     |
| Arany | Umjar Mavlihanov Vlagyimir Nazlimov Mark Rakita Viktor Szigyak Eduard Vinokurov | Vívás         | Férfi kard, csapat             |
| Arany | Jelena Novikova | Vívás         | Női tőr, egyéni                |
| Arany | Galina Gorohova Jelena Novikova Taccjana Szamuszenka Svetlana Tširkova Alekszandra Zabelina | Vívás         | Női tőr, csapat                |
| Ezüst | Ramuald Klim | Atlétika      | Férfi kalapácsvetés            |
| Ezüst | Antonyina Okorokova | Atlétika      | Női magasugrás                 |
| Ezüst | Vlagyimir Bakulin | Birkózás      | Kötöttfogás, 52 kg             |
| Ezüst | Valentyin Olenyik | Birkózás      | Kötöttfogás, 87 kg             |
| Ezüst | Nyikolaj Jakovenko | Birkózás      | Kötöttfogás, 97 kg             |
| Ezüst | Anatolij Roscsin | Birkózás      | Kötöttfogás, +97 kg            |
| Ezüst | Sota Lomidze | Birkózás      | Szabadfogás, 97 kg             |
| Ezüst | Olekszandr Saparenko | Kajak-kenu    | Férfi kajak egyes 1000 m       |
| Ezüst | Ivan Kalita Ivan Kizimov Jelena Petuskova | Lovaglás      | Csapat díjlovaglás             |
| Ezüst | Tamara Pogozseva | Műugrás       | Női egyéni műugrás             |
| Ezüst | Natalja Lobanova | Műugrás       | Női egyéni toronyugrás         |
| Ezüst | Alekszej Kiszeljov | Ökölvívás     | Középsúly                      |
| Ezüst | Jonas Čepulis | Ökölvívás     | Nehézsúly                      |
| Ezüst | Pavel Lednyov Borisz Onyiscsenko Stasys Šaparnis | Öttusa        | Csapat                         |
| Ezüst | Valentyin Kornyev | Sportlövészet | Szabadpuska, összetett (300 m) |
| Ezüst | Dito Sanidze | Súlyemelés    | 60 kg                          |
| Ezüst | Volodimir Bjeljajev | Súlyemelés    | 82,5 kg                        |
| Ezüst | Jaan Talts | Súlyemelés    | 90 kg                          |
| Ezüst | Mihail Voronyin | Torna         | Férfi korlát                   |
| Ezüst | Mihail Voronyin | Torna         | Férfi gyűrű                    |
| Ezüst | Mihail Voronyin | Torna         | Férfi egyéni összetett         |
| Ezüst | Szergej Gyiomidov Valerij Iljinih Valerij Karaszov Viktor Klimenko Viktor Liszickij Mihail Voronyin | Torna         | Férfi csapat összetett         |
| Ezüst | Zinaida Voronyina | Torna         | Női egyéni összetett           |
| Ezüst | Vlagyimir Koszinszkij | Úszás         | Férfi 100 m mell               |
| Ezüst | Vlagyimir Koszinszkij | Úszás         | Férfi 200 m mell               |
| Ezüst | Szemjon Belic-Gejman Szergej Guszev Leonyid Iljicsov Georgijs Kuļikovs Viktor Mazanov | Úszás         | Férfi 4 × 100 m gyorsváltó     |
| Ezüst | Galina Prozumenscsikova | Úszás         | Női 100 m mell                 |
| Ezüst | Hrihorij Krissz | Vívás         | Férfi párbajtőr, egyéni        |
| Ezüst | Mark Rakita | Vívás         | Férfi kard, egyéni             |
| Ezüst | Viktor Putyatyin Jurij Sarov Jurij Sziszikin Vaszil Sztankovics German Szvesnyikov | Vívás         | Férfi tőr, csapat              |
| Ezüst | Hrihorij Krissz Viktor Modzolevszkij Alekszej Nyikancsikov Jurij Szmoljakov Joszip Vitebszkij | Vívás         | Férfi párbajtőr, csapat        |
| Ezüst | Nemzeti válogatott Alekszej Barkalov Oleg Bovin Givi Csikvanaia Alekszandr Dolgusin Jurij Grigorovszkij Borisz Grisin Vagyim Guljajev Leonyid Oszipov Vlagyimir Szemjonov Alekszandr Sidlovszkij Vjacseszlav Szkok                                                  | Vízilabda     | Férfi                          |
| Bronz | Nyikolaj Szmaga | Atlétika      | Férfi 20 km gyaloglás          |
| Bronz | Valentyin Gavrilov | Atlétika      | Férfi magasugrás               |
| Bronz | Eduard Guscsin | Atlétika      | Férfi súlylökés                |
| Bronz | Natalja Pecsonkina | Atlétika      | Női 400 m                      |
| Bronz | Galina Buharina Vera Popkova Ljudmila Szamotyoszova Ljudmila Zsarkova | Atlétika      | Női 4 × 100 m váltó            |
| Bronz | Valentina Kozir | Atlétika      | Női magasugrás                 |
| Bronz | Tatyjana Taliseva | Atlétika      | Női távolugrás                 |
| Bronz | Nagyezsda Csizsova | Atlétika      | Női súlylökés                  |
| Bronz | Ivan Kocsergin | Birkózás      | Kötöttfogás, 57 kg             |
| Bronz | Antanas Bagdonavičius Vytautas Briedis Juozas Jagelavičius Zigmas Jukna Valentyin Kravcsuk Jurij Lorencszon Alekszandr Martiskin Vlagyimir Szterlik Viktor Szuszlin                                                                                                 | Evezés        | Férfi nyolcas                  |
| Bronz | Vitalij Galkov | Kajak-kenu    | Férfi kenu egyes 1000 m        |
| Bronz | Naum Prokupec Mihail Zamotyin | Kajak-kenu    | Férfi kenu kettes 1000 m       |
| Bronz | Ljudmila Hvedoszjuk-Pinajeva Antonyina Szeregyina | Kajak-kenu    | Női kajak kettes 500 m         |
| Bronz | Nemzeti válogatott Vlagyimir Andrejev Szergej Belov Vagyim Kapranov Szerhij Kovalenko Anatoli Krikun Jaak Lipso Modestas Paulauskas Anatolij Polivoda Zurab Szakandelidze Jurij Szelihov Priit Tomson Gennagyij Volnov                                              | Kosárlabda    | Férfi                          |
| Bronz | Volodimir Muszalimov | Ökölvívás     | Váltósúly                      |
| Bronz | Pavel Lednyov | Öttusa        | Férfi egyéni                   |
| Bronz | Renart Szulejmanov | Sportlövészet | Gyorstüzelő pisztoly           |
| Bronz | Vitalij Parhimovics | Sportlövészet | Sportpuska összetett           |
| Bronz | Szergej Gyiomidov | Torna         | Férfi ugrás                    |
| Bronz | Viktor Klimenko | Torna         | Férfi korlát                   |
| Bronz | Mihail Voronyin | Torna         | Férfi lólengés                 |
| Bronz | Natalja Kucsinszkaja | Torna         | Női talaj                      |
| Bronz | Zinaida Voronyina | Torna         | Női ugrás                      |
| Bronz | Zinaida Voronyina | Torna         | Női felemás korlát             |
| Bronz | Larisza Petrik | Torna         | Női gerenda                    |
| Bronz | Natalja Kucsinszkaja | Torna         | Női egyéni összetett           |
| Bronz | Nyikolaj Pankin | Úszás         | Férfi 100 m mell               |
| Bronz | Szemjon Belic-Gejman Vlagyimir Bure Georgijs Kuļikovs Leonyid Iljicsov | Úszás         | Férfi 4 × 200 m gyorsváltó     |
| Bronz | Jurij Gromak Szergej Guszev Leonyid Iljicsov Vlagyimir Koszinszkij Viktor Mazanov Vlagyimir Nyemsilov Nyikolaj Pankin Jurij Szuzdalcev | Úszás         | Férfi 4 × 100 m vegyes váltó   |
| Bronz | Galina Prozumenscsikova | Úszás         | Női 200 m mell                 |

## Atlétika
Férfi
| Versenyző                                                            | Versenyszám     | Előfutam | Előfutam | Előfutam | Negyeddöntő | Negyeddöntő | Negyeddöntő | Elődöntő         | Elődöntő         | Elődöntő         | Döntő         | Döntő         |
| Versenyző                                                            | Versenyszám     | Idő      | Hely.    | Össz.    | Idő         | Hely.       | Össz.       | Idő              | Hely.            | Össz.            | Idő           | Helyezés      |
| -------------------------------------------------------------------- | --------------- | -------- | -------- | -------- | ----------- | ----------- | ----------- | ---------------- | ---------------- | ---------------- | ------------- | ------------- |
| Oleksiy Khlopotnov                                                   | 100 m           | 10,49    | 4.       | 29.*     | kiesett     | kiesett     | kiesett     | kiesett          | kiesett          | kiesett          | kiesett       | kiesett       |
| Vladislav Sapeya                                                     | 100 m           | 10,46    | 4.       | 25.      | 10,51       | 8.          | 31.         | kiesett          | kiesett          | kiesett          | kiesett       | kiesett       |
| Yevgeny Sinyayev                                                     | 100 m           | 10,56    | 4.       | 37.*     | kiesett     | kiesett     | kiesett     | kiesett          | kiesett          | kiesett          | kiesett       | kiesett       |
| Nyikolaj Ivanov                                                      | 200 m           | 20,78    | 3.       | 13.      | 20,90       | 4.          | 16.*        | 20,89            | 7.               | 14.              | kiesett       | kiesett       |
| Valentin Maslakov                                                    | 200 m           | 21,07    | 5.       | 25.*     | 20,96       | 6.          | 18.         | kiesett          | kiesett          | kiesett          | kiesett       | kiesett       |
| Jevhen Arzsanov                                                      | 800 m           | 1:48,46  | 3.       | 13.      |             |             |             | nem állt rajthoz | nem állt rajthoz | nem állt rajthoz | kiesett       | kiesett       |
| Oleg Rayko                                                           | 1500 m          | 3:46,84  | 2.       | 3.       |             |             |             | 3:52,73          | 7.               | 7.               | kiesett       | kiesett       |
| Mikhail Zhelobovsky                                                  | 1500 m          | 3:53,23  | 5.       | 24.      |             |             |             | 3:59,08          | 11.              | 21.              | kiesett       | kiesett       |
| Rashid Sharafetdinov                                                 | 5000 m          | 14:44,41 | 7.       | 19.      |             |             |             |                  |                  |                  | kiesett       | kiesett       |
| Leonid Mykytenko                                                     | 5000 m          | 14:44,35 | 7.       | 18.      |             |             |             |                  |                  |                  | kiesett       | kiesett       |
| Leonid Mykytenko                                                     | 10 000 m        |          |          |          |             |             |             |                  |                  |                  | 30:46,0       | 18.           |
| Vyacheslav Alanov                                                    | 10 000 m        |          |          |          |             |             |             |                  |                  |                  | 31:01,0       | 25.           |
| Nikolay Sviridov                                                     | 10 000 m        |          |          |          |             |             |             |                  |                  |                  | 29:43,2       | 5.            |
| Nikolay Sviridov                                                     | 5000 m          | 14:38,70 | 5.       | 16.      |             |             |             |                  |                  |                  | 14:18,40      | 7.            |
| Viktor Balikhin                                                      | 110 m gát       | 13,82    | 1.       | 5.       |             |             |             | 14,13            | 8.               | 15.*             | kiesett       | kiesett       |
| Oleg Stepanenko                                                      | 110 m gát       | 13,95    | 4.       | 11.      |             |             |             | 13,83            | 5.               | 9.               | kiesett       | kiesett       |
| V'iacheslav Skomorokhov                                              | 400 m gát       | 50,72    | 3.       | 14.      |             |             |             | 49,61            | 4.               | 8.               | 49,12         | 5.            |
| Viktor Kudynskiy                                                     | 3000 m akadály  | 9:05,25  | 4.       | 8.       |             |             |             |                  |                  |                  | nem ért célba | nem ért célba |
| Aleksandr Morozov                                                    | 3000 m akadály  | 9:08,45  | 4.       | 12.      |             |             |             |                  |                  |                  | 8:55,61       | 5.            |
| Mukhamed Shakirov                                                    | Maraton         |          |          |          |             |             |             |                  |                  |                  | nem ért célba | nem ért célba |
| Anatoly Sukharkov                                                    | Maraton         |          |          |          |             |             |             |                  |                  |                  | 2:38:07       | 28.           |
| Otto Barch                                                           | 20 km gyaloglás |          |          |          |             |             |             |                  |                  |                  | 1:36:16       | 6.            |
| Vlagyimir Golubnyicsij                                               | 20 km gyaloglás |          |          |          |             |             |             |                  |                  |                  | 1:33:58       |               |
| Nyikolaj Szmaga                                                      | 20 km gyaloglás |          |          |          |             |             |             |                  |                  |                  | 1:34:03       |               |
| Gennady Agapov                                                       | 50 km gyaloglás |          |          |          |             |             |             |                  |                  |                  | nem ért célba | nem ért célba |
| Ihor Della-Rossa                                                     | 50 km gyaloglás |          |          |          |             |             |             |                  |                  |                  | nem ért célba | nem ért célba |
| Sergey Grigoryev                                                     | 50 km gyaloglás |          |          |          |             |             |             |                  |                  |                  | 4:44:39       | 15.           |
| Oleksiy Khlopotnov Yevgeny Sinyayev Nyikolaj Ivanov Vladislav Sapeya | 4 × 100 m váltó | 39,03    | 2.       | 6.*      |             |             |             | kizárták         | kizárták         | kizárták         | kiesett       | kiesett       |

| Versenyző            | Versenyszám   | Selejtező | Selejtező | Döntő    | Döntő    |
| Versenyző            | Versenyszám   | Eredmény  | Helyezés  | Eredmény | Helyezés |
| -------------------- | ------------- | --------- | --------- | -------- | -------- |
| Viktor Bolshov       | Magasugrás    | 209 cm    | 16.       | kiesett  | kiesett  |
| Valentyin Gavrilov   | Magasugrás    | 212 cm    | 10.       | 220 cm   |          |
| Valeriy Skvortsov    | Magasugrás    | 214 cm    | 3.        | 216 cm   | 4.       |
| Hennadiy Bleznitsov  | Rúdugrás      | 490 cm    | 3.***     | 530 cm   | 6.       |
| Aleksandr Malyutin   | Rúdugrás      | 490 cm    | 12.       | 500 cm   | 12.      |
| Leonid Barkovskiy    | Távolugrás    | 770 cm    | 16.       | 790 cm   | 11.      |
| Tõnu Lepik           | Távolugrás    | 791 cm    | 4.*       | 809 cm   | 5.       |
| Igor Tyer-Oveneszjan | Távolugrás    | 774 cm    | 12.       | 812 cm   | 4.       |
| Nikolay Dudkin       | Hármasugrás   | 16,15 m   | 13.       | 17,09 m  | 5.       |
| Viktor Szanyejev     | Hármasugrás   | 16,22 m   | 7.        | 17,39 m  |          |
| Aleksandr Zolotarev  | Hármasugrás   | 15,41 m   | 29.       | kiesett  | kiesett  |
| Eduard Guscsin       | Súlylökés     | 19,88 m   | 2.        | 20,09 m  |          |
| Guram Gudashvili     | Diszkoszvetés | 57,48 m   | 13.       | kiesett  | kiesett  |
| Ramuald Klim         | Kalapácsvetés | 66,82 m   | 12.       | 73,28 m  |          |
| Gennady Kondrashov   | Kalapácsvetés | 67,56 m   | 9.        | 69,08 m  | 6.       |
| Anatoly Shchuplyakov | Kalapácsvetés | 66,56 m   | 13.       | 67,74 m  | 9.       |
| Jānis Lūsis          | Gerelyhajítás | 83,68 m   | 2.        | 90,10 m  |          |
| Mart Paama           | Gerelyhajítás | 77,26 m   | 15.       | kiesett  | kiesett  |

| Versenyző     | Versenyszám | 100 m | 100 m | Távolugrás | Távolugrás | Súlylökés | Súlylökés | Magasugrás       | Magasugrás       | 400 m         | 400 m         | 110 m gát     | 110 m gát     | Diszkoszvetés | Diszkoszvetés | Rúdugrás      | Rúdugrás      | Gerelyhajítás | Gerelyhajítás | 1500 m        | 1500 m        | Végeredmény   | Végeredmény   |
| Versenyző     | Versenyszám | Idő   | Pont  | Eredmény   | Pont       | Eredmény  | Pont      | Eredmény         | Pont             | Idő           | Pont          | Idő           | Pont          | Eredmény      | Pont          | Eredmény      | Pont          | Eredmény      | Pont          | Idő           | Pont          | Pont          | Helyezés      |
| ------------- | ----------- | ----- | ----- | ---------- | ---------- | --------- | --------- | ---------------- | ---------------- | ------------- | ------------- | ------------- | ------------- | ------------- | ------------- | ------------- | ------------- | ------------- | ------------- | ------------- | ------------- | ------------- | ------------- |
| Rein Aun      | Tízpróba    | 10,84 | 897   | 740 cm     | 910        | 14,75 m   | 774       | nem állt rajthoz | nem állt rajthoz | nem ért célba | nem ért célba | nem ért célba | nem ért célba | nem ért célba | nem ért célba | nem ért célba | nem ért célba | nem ért célba | nem ért célba | nem ért célba | nem ért célba | nem ért célba | nem ért célba |
| Mikola Avilov | Tízpróba    | 10,95 | 872   | 764 cm     | 970        | 13,41 m   | 692       | 207 cm           | 868              | 49,93         | 818           | 14,58         | 901           | 46,64 m       | 801           | 410 cm        | 645           | 60,12 m       | 740           | 5:00,84       | 404           | 7862          | 4.            |
| Jānis Lanka   | Tízpróba    | 10,95 | 872   | 715 cm     | 850        | 15,31 m   | 809       | 180 cm           | 627              | 49,92         | 818           | 14,82         | 871           | 49,90 m       | 868           | 380 cm        | 562           | 59,76 m       | 734           | nem ért célba | nem ért célba | 7011          | 14.           |

Női
| Versenyző                                                             | Versenyszám     | Előfutam | Előfutam | Előfutam | Negyeddöntő | Negyeddöntő | Negyeddöntő | Elődöntő | Elődöntő | Elődöntő | Döntő   | Döntő    |
| Versenyző                                                             | Versenyszám     | Idő      | Hely.    | Össz.    | Idő         | Hely.       | Össz.       | Idő      | Hely.    | Össz.    | Idő     | Helyezés |
| --------------------------------------------------------------------- | --------------- | -------- | -------- | -------- | ----------- | ----------- | ----------- | -------- | -------- | -------- | ------- | -------- |
| Ljudmila Zsarkova                                                     | 100 m           | 11,54    | 2.       | 12.      | 11,43       | 5.          | 13.         | kiesett  | kiesett  | kiesett  | kiesett | kiesett  |
| Lyudmila Golomazova                                                   | 100 m           | 11,74    | 3.       | 26.      | 11,54       | 4.          | 18.         | 11,71    | 8.       | 13.      | kiesett | kiesett  |
| Lyudmila Golomazova                                                   | 200 m           | 23,73    | 6.       | 18.      |             |             |             | kiesett  | kiesett  | kiesett  | kiesett | kiesett  |
| Vera Popkova                                                          | 200 m           | 23,40    | 2.       | 9.       |             |             |             | 23,28    | 5.       | 8.       | kiesett | kiesett  |
| Ljudmila Szamotyoszova                                                | 200 m           | 23,16    | 1.       | 3.       |             |             |             | 23,52    | 5.       | 11.      | kiesett | kiesett  |
| Ljudmila Szamotyoszova                                                | 100 m           | 11,57    | 3.       | 13.      | 11,45       | 4.          | 14.*        | 11,67    | 5.       | 11.      | kiesett | kiesett  |
| Natalja Pecsonkina                                                    | 400 m           | 53,73    | 1.       | 10.      |             |             |             | 52,83    | 3.       | 3.       | 52,25   |          |
| Ingrīda Verbele                                                       | 400 m           | 54,07    | 3.       | 13.      |             |             |             | 54,67    | 7.       | 14.      | kiesett | kiesett  |
| Laine Erik                                                            | 800 m           | 2:06,52  | 2.       | 6.       |             |             |             | 2:06,09  | 5.       | 7.       | kiesett | kiesett  |
| Anna Zimina                                                           | 800 m           | 2:04,48  | 4.       | 4.       |             |             |             | 2:08,54  | 6.       | 13.      | kiesett | kiesett  |
| Liudmila Ievleva                                                      | 80 m gát        | 10,97    | 4.       | 18.      |             |             |             | kiesett  | kiesett  | kiesett  | kiesett | kiesett  |
| Vera Korsakova                                                        | 80 m gát        | 10,74    | 2.       | 9.       |             |             |             | 10,86    | 5.       | 12.      | kiesett | kiesett  |
| Tatyjana Taliseva                                                     | 80 m gát        | 10,81    | 3.       | 11.      |             |             |             | 10,80    | 3.       | 8.       | 10,72   | 8.       |
| Ljudmila Zsarkova Galina Buharina Vera Popkova Ljudmila Szamotyoszova | 4 × 100 m váltó | 43,67    | 2.       | 3.       |             |             |             |          |          |          | 43,41   |          |

| Versenyző                     | Versenyszám   | Selejtező | Selejtező | Döntő    | Döntő    |
| Versenyző                     | Versenyszám   | Eredmény  | Helyezés  | Eredmény | Helyezés |
| ----------------------------- | ------------- | --------- | --------- | -------- | -------- |
| Vera Grushkina                | Magasugrás    | 174 cm    | 9.**      | 171 cm   | 12.      |
| Valentina Kozir               | Magasugrás    | 174 cm    | 5.        | 180 cm   |          |
| Antonyina Okorokova           | Magasugrás    | 174 cm    | 8.        | 180 cm   |          |
| Helēna Ringa                  | Távolugrás    | 584 cm    | 19.       | kiesett  | kiesett  |
| Tatyjana Taliseva             | Távolugrás    | 634 cm    | 10.       | 666 cm   |          |
| Nagyezsda Csizsova            | Súlylökés     |           |           | 18,19 m  |          |
| Irina Solontsova-Kudryavtseva | Súlylökés     |           |           | 15,88 m  | 9.       |
| Lyudmila Muravyova            | Diszkoszvetés |           |           | 52,26 m  | 9.       |
| Antonina Popova               | Diszkoszvetés |           |           | 53,42 m  | 5.       |
| Valentyna Evert               | Gerelyhajítás |           |           | 51,16 m  | 14.      |
| Lidiya Tsymosh                | Gerelyhajítás |           |           | 53,40 m  | 10.      |

| Versenyző             | Versenyszám | 80 m gát | 80 m gát | Súlylökés | Súlylökés | Magasugrás | Magasugrás | Távolugrás | Távolugrás | 200 m         | 200 m         | Végeredmény | Végeredmény |
| Versenyző             | Versenyszám | Idő      | Pont     | Eredmény  | Pont      | Eredmény   | Pont       | Eredmény   | Pont       | Idő           | Pont          | Pont        | Helyezés    |
| --------------------- | ----------- | -------- | -------- | --------- | --------- | ---------- | ---------- | ---------- | ---------- | ------------- | ------------- | ----------- | ----------- |
| Galina Sofina         | Ötpróba     | 11,71    | 948      | 14,43 m   | 1012      | 159 cm     | 934        | 576 cm     | 934        | nem ért célba | nem ért célba | 3828        | 28.         |
| Valentina Tikhomirova | Ötpróba     | 11,21    | 1011     | 14,12 m   | 993       | 165 cm     | 996        | 599 cm     | 986        | 24,95         | 941           | 4927        | 4.          |

* - egy másik versenyzővel/váltóval azonos időt/eredményt ért el

** - két másik versenyzővel azonos eredményt ért el

*** - öt másik versenyzővel azonos eredményt ért el

## Birkózás
Kötöttfogású
| Versenyző          | Versenyszám | 1. forduló                             | 2. forduló                         | 3. forduló                          | 4. forduló                         | 5. forduló                         | 6. forduló                       | 7. forduló        | Döntő                                                                                              | Helyezés    |
| Versenyző          | Versenyszám | Ellenfél Eredmény                      | Ellenfél Eredmény                  | Ellenfél Eredmény                   | Ellenfél Eredmény                  | Ellenfél Eredmény                  | Ellenfél Eredmény                | Ellenfél Eredmény | Ellenfél Eredmény                                                                                  | Helyezés    |
| ------------------ | ----------- | -------------------------------------- | ---------------------------------- | ----------------------------------- | ---------------------------------- | ---------------------------------- | -------------------------------- | ----------------- | -------------------------------------------------------------------------------------------------- | ----------- |
| Vlagyimir Bakulin  | 52 kg       | Richard Tamble (USA) · 1-3             | erőnyerő                           | Ahmed Chahrour (SYR) · kizárták     | Metin Çıkmaz (TUR) · 1-3           | Petar Kirov (BUL) · 3-1            |                                  |                   | 2. mérkőzés · Alker Imre (HUN) · 1-3 · Hozott eredmény · Petar Kirov (BUL) · 3-1                   |             |
| Ivan Kocsergin     | 57 kg       | Friedrich Stange (FRG) · kétvállas     | Varga János (HUN) · 3-1            | Karlo Čović (YUG) · 1-3             | Arthur Spaenhoven (BEL) · 1-3      | Ibrahim El-Sayed (RAU) · kétvállas | Óthon Moszhídisz (GRE) · 2.5-2.5 | erőnyerő          | 1. mérkőzés · Ion Baciu (ROU) · kizárták · Hozott eredmény · Varga János (HUN) · 3-1               |             |
| Roman Rurua        | 63 kg       | Ismail Al-Karaghouli (IRQ) · kétvállas | James Hazewinkel (USA) · kétvállas | Sreten Damjanović (YUG) · kétvállas | Lothar Schneider (GDR) · kétvállas | Metin Alakoç (TUR) · 1-3           | Dimitar Galinchev (BUL) · 1-3    |                   | 1. mérkőzés · Fudzsimoto Hideo (JPN) · 2-2                                                         |             |
| Gennady Sapunov    | 70 kg       | Jan Karlsson (SWE) · kétvállas         | Stevan Horvat (YUG) · 1-3          | Klaus Pohl (GDR) · 3-1              | Vítězslav Mácha (TCH) · 1-3        | Pétrosz Galaktópulosz (GRE) · 3-1  | kiesett                          | kiesett           | kiesett                                                                                            | 6.          |
| Viktor Igumenov    | 78 kg       | Metodi Zarev (BUL) · 1-3               | Ion Ţăranu (ROU) · 1-3             | Harald Barlie (NOR) · kétvállas     | kiesett                            |                                    |                                  |                   | kiesett                                                                                            | helyezetlen |
| Valentyin Olenyik  | 87 kg       | Julio Graffigna (ARG) · kétvállas      | Jiří Kormaník (TCH) · 1-3          | Czesław Kwieciński (POL) · 1-3      | Petar Krumov (BUL) · 2-2           | Wayne Baughman (USA) · kétvállas   |                                  |                   | 1. mérkőzés · Branislav Simić (YUG) · 2-2                                                          |             |
| Nyikolaj Jakovenko | 97 kg       | Wacław Orłowski (POL) · 1-3            | Edward Millard (CAN) · kétvállas   | Nagao Takesi (JPN) · kétvállas      | erőnyerő                           | Bojan Radev (BUL) · 2.5-2.5        | Nicolae Martinescu (ROU) · 1-3   |                   | Hozott eredmény · Bojan Radev (BUL) · 2.5-2.5 · Hozott eredmény · Nicolae Martinescu (ROU) · 1-3   |             |
| Anatolij Roscsin   | +97 kg      | Stefan Petrov (BUL) · kétvállas        | Roland Bock (FRG) · 1-3            | Robert Roop (USA) · kétvállas       | Edward Wojda (POL) · kétvállas     | Kozma István (HUN) · 2.5-2.5       | Petr Kment (TCH) · visszalépett  |                   | Hozott eredmény · Kozma István (HUN) · 2.5-2.5 · Hozott eredmény · Petr Kment (TCH) · visszalépett |             |

Szabadfogású
| Versenyző          | Versenyszám | 1. forduló                          | 2. forduló                         | 3. forduló                         | 4. forduló                                | 5. forduló                          | 6. forduló                                 | 7. forduló        | Döntő                                                                                                 | Helyezés |
| Versenyző          | Versenyszám | Ellenfél Eredmény                   | Ellenfél Eredmény                  | Ellenfél Eredmény                  | Ellenfél Eredmény                         | Ellenfél Eredmény                   | Ellenfél Eredmény                          | Ellenfél Eredmény | Ellenfél Eredmény                                                                                     | Helyezés |
| ------------------ | ----------- | ----------------------------------- | ---------------------------------- | ---------------------------------- | ----------------------------------------- | ----------------------------------- | ------------------------------------------ | ----------------- | --- | -------- |
| Nazar Albaryan     | 52 kg       | Gheorghe Stoiciu (ROU) · 1-3        | John Kinsela (AUS) · 0.5-3.5       | Baju Baev (BUL) · 1-3              | O Dzsongnjong (O Jeong-Ryong) (KOR) · 3-1 | Vincenzo Grassi (ITA) · 1-3         | kiesett                                    | kiesett           | kiesett                                                                                               | 4.       |
| Ali Aliyev         | 57 kg       | Moises López (MEX) · kizárták       | Nicolae Cristea (ROU) · 1-3        | Pekka Alanen (FIN) · 0.5-3.5       | Uetake Jódzsiró (JPN) · 2-2               | erőnyerő                            | Aboutaleb Talebi (IRI) · 2-2               |                   | 2. mérkőzés · Donald Behm (USA) · 3-1                                                                 | 4.       |
| Yelkan Tedeyev     | 63 kg       | Mohammad Ebrahimi (AFG) · 1-3       | Tadeusz Godyń (POL) · kétvállas    | Vehbi Akdağ (TUR) · 2-2            | Samseddin Szajed-Abbaszi (IRI) · 3-1      | kiesett                             | kiesett                                    | kiesett           | kiesett                                                                                               | 6.       |
| Zarbeg Beriashvili | 70 kg       | Wayne Wells (USA) · 2-2             | Enyu Valcsev (BUL) · 2-2           | Ion Enache (ROU) · kétvállas       | Ivao Horiucsi (JPN) · 1-3                 | Danzandarjaa Sereeter (MGL) · 1-3   | kiesett                                    |                   | kiesett                                                                                               | 5.       |
| Yury Shakhmuradov  | 78 kg       | Mukhtiar Singh (IND) · kétvállas    | Brian Heffel (CAN) · 0.5-3.5       | Angel Sotirov (BUL) · 1-3          | Daniel Robin (FRA) · kizárták             | Szaszaki Tacuo (JPN) · 2.5-2.5      |                                            |                   | kiesett                                                                                               | 6.       |
| Borisz Gurevics    | 87 kg       | Robert Nihon (BAH) · kétvállas      | Jan Wypiorczyk (POL) · kétvállas   | Ronald Grinstead (GBR) · 0.5-3.5   | Lupe Lara (CUB) · kétvállas               | erőnyerő                            | Dzsigdzsidijn Mönhbat (MGL) · 2-2          |                   | 2. mérkőzés · Prodan Gardzsev (BUL) · 1-3 · Hozott eredmény · Dzsigdzsidijn Mönhbat (MGL) · 2-2       |          |
| Sota Lomidze       | 97 kg       | Heinz Kiehl (FRG) · 0.5-3.5         | Csatári József (HUN) · 1-3         | Moslem Eskandar-Filabi (IRI) · 1-3 | erőnyerő                                  | Szaid Musztafov (BUL) · 2.5-2.5     | Újra mérkőzés · Csatári József (HUN) · 1-3 | erőnyerő          | 1. mérkőzés · Ahmet Ayık (TUR) · 2-2 · Hozott eredmény · Csatári József (HUN) · 1-3                   |          |
| Alekszandr Medvegy | +97 kg      | Gıyasettin Yılmaz (TUR) · kétvállas | Iszogai Jorihide (JPN) · kétvállas | Oszman Duraliev (BUL) · 1-3        | Larry Kristoff (USA) · kizárták           | Wilfried Dietrich (FRG) · kétvállas |                                            |                   | Hozott eredmény · Oszman Duraliev (BUL) · 1-3 · Hozott eredmény · Wilfried Dietrich (FRG) · kétvállas |          |

## Evezés
| Versenyző | Versenyszám              | Előfutam      | Előfutam      | Vigaszág      | Vigaszág      | Elődöntő | Elődöntő | Döntő   | Döntő            | Döntő            | Helyezés    |
| Versenyző | Versenyszám              | Idő           | Hely.         | Idő           | Hely.         | Idő      | Hely.    | Típus   | Idő              | Hely.            | Helyezés    |
| --- | ------------------------ | ------------- | ------------- | ------------- | ------------- | -------- | -------- | ------- | ---------------- | ---------------- | ----------- |
| Viktor Melnikov | Egypárevezős             | 8:03,29       | 3.            | 7:46,86       | 2.            | 7:50,30  | 4.       | B       | nem állt rajthoz | nem állt rajthoz | helyezetlen |
| Anatolij Szassz Alekszandr Tyimosinyin | Kétpárevezős             | 7:07,46       | 1.            | erőnyerő      | erőnyerő      | 7:12,41  | 3.       | A       | 6:51,82          | 1.               |             |
| Apolinaras Grigas Vladimir Rikkanen | Kormányos nélküli kettes | 7:35,61       | 4.            | nem ért célba | nem ért célba | kiesett  | kiesett  | kiesett | kiesett          | kiesett          | helyezetlen |
| Leonid Drachevsky Tiit Helmja Igor Rudakov (kormányos) | Kormányos kettes         | nem ért célba | nem ért célba | 8:06,14       | 3.            | 8:06,39  | 4.       | B       | nem állt rajthoz | nem állt rajthoz | helyezetlen |
| Vitolds Barkāns Elmārs Rubīns Pavel Ilyinsky Guntis Niedra | Kormányos nélküli négyes | 7:08,82       | 3.            | 6:33,35       | 3.            |          |          | B       | nem állt rajthoz | nem állt rajthoz | 11.         |
| Anatoly Nemtyryov Nikolay Surov Aleksey Mishin Boris Duyunov* Arkady Kudinov Viktor Mikheyev (kormányos)                                                                        | Kormányos négyes         | 7:10,18       | 3.            | erőnyerő      | erőnyerő      | 6:48,16  | 2.       | A       | 7:00,00          | 6.               | 6.          |
| Zigmas Jukna Antanas Bagdonavičius Vlagyimir Szterlik Juozas Jagelavičius Alekszandr Martiskin Vytautas Briedis Valentyin Kravcsuk Viktor Szuszlin Jurij Lorencszon (kormányos) | Nyolcas                  | 6:09,65       | 3.            | 6:12,12       | 2.            |          |          | A       | 6:09,11          | 3.               |             |

* - Arkady Kudinov cseréje az előfutamban és a döntőben

## Kajak-kenu
Férfi
| Versenyző                                                             | Versenyszám         | Előfutam | Előfutam | Előfutam | Vigaszág | Vigaszág | Vigaszág | Elődöntő      | Elődöntő      | Elődöntő      | Döntő   | Döntő    |
| Versenyző                                                             | Versenyszám         | Idő      | Hely.    | Össz.    | Idő      | Hely.    | Össz.    | Idő           | Hely.         | Össz.         | Idő     | Helyezés |
| --------------------------------------------------------------------- | ------------------- | -------- | -------- | -------- | -------- | -------- | -------- | ------------- | ------------- | ------------- | ------- | -------- |
| Olekszandr Saparenko                                                  | Kajak egyes 1000 m  | 4:04,6   | 2.       | 4.       | erőnyerő | erőnyerő | erőnyerő | 3:59,37       | 2.            | 2.            | 4:03,58 |          |
| Olekszandr Saparenko Volodimir Morozov                                | Kajak kettes 1000 m | 3:40,9   | 3.       | 4.       | erőnyerő | erőnyerő | erőnyerő | 3:44,39       | 1.            | 2.            | 3:37,54 |          |
| Nyikolaj Csuzsikov Jurij Sztyecenko Dmitry Matveyev Heorhiy Kariukhin | Kajak négyes 1000 m | 3:18,9   | 2.       | 3.       | erőnyerő | erőnyerő | erőnyerő | nem ért célba | nem ért célba | nem ért célba | kiesett | kiesett  |
| Vitalij Galkov                                                        | Kenu egyes 1000 m   | 4:35,4   | 4.       | 9.       | 4:34,17  | 1.       | 1.       |               |               |               | 4:40,42 |          |
| Naum Prokupec Mihail Zamotyin                                         | Kenu kettes 1000 m  | 4:09,9   | 1.       | 3.       | erőnyerő | erőnyerő | erőnyerő |               |               |               | 4:11,30 |          |

Női
| Versenyző                                         | Versenyszám        | Előfutam | Előfutam | Előfutam | Vigaszág | Vigaszág | Vigaszág | Döntő   | Döntő    |
| Versenyző                                         | Versenyszám        | Idő      | Hely.    | Össz.    | Idő      | Hely.    | Össz.    | Idő     | Helyezés |
| ------------------------------------------------- | ------------------ | -------- | -------- | -------- | -------- | -------- | -------- | ------- | -------- |
| Ljudmila Hvedoszjuk-Pinajeva                      | Kajak egyes 500 m  | 2:07,1   | 1.       | 1.       | erőnyerő | erőnyerő | erőnyerő | 2:11,09 |          |
| Ljudmila Hvedoszjuk-Pinajeva Antonyina Szeregyina | Kajak kettes 500 m | 1:59,9   | 3.       | 3.       | erőnyerő | erőnyerő | erőnyerő | 1:58,61 |          |

## Kerékpározás

### Országúti kerékpározás
| Versenyző                                                      | Versenyszám     | Idő             | Helyezés      |
| -------------------------------------------------------------- | --------------- | --------------- | ------------- |
| Yury Dmitriyev                                                 | Mezőnyverseny   | 4:47:57 (+6:32) | 32.           |
| Valerij Jardi                                                  | Mezőnyverseny   | 4:44:15 (+2:50) | 17.           |
| Vladislav Nelyubin                                             | Mezőnyverseny   | nem ért célba   | nem ért célba |
| Anatoliy Starkov                                               | Mezőnyverseny   | nem ért célba   | nem ért célba |
| Yury Dmitriyev Aleksandr Dokhlyakov Valerij Jardi Borisz Suhov | Csapat időfutam | 2:15:39 (+7:50) | 9.            |

### Pálya-kerékpározás
| Versenyző       | Versenyszám  | 1. forduló                                             | 1. forduló | Vigaszág                           | Vigaszág | 2. forduló                                            | 2. forduló | Vigaszág                                           | Vigaszág | Nyolcaddöntő                                            | Nyolcaddöntő | Vigaszág selejtező                                 | Vigaszág selejtező | Vigaszág döntő       | Vigaszág döntő | Negyeddöntő                              | Elődöntő                                   | Döntő                                                      | Helyezés    |
| Versenyző       | Versenyszám  | Ellenfelek Győztes idő                                 | Hely.      | Ellenfél Győztes idő               | Hely.    | Ellenfelek Győztes idő                                | Hely.      | Ellenfelek Győztes idő                             | Hely.    | Ellenfelek Győztes idő                                  | Hely.        | Ellenfelek Győztes idő                             | Hely.              | Ellenfél Győztes idő | Hely.          | Ellenfél Győztes idő                     | Ellenfél Győztes idő                       | Ellenfél Győztes idő                                       | Helyezés    |
| --------------- | ------------ | ------------------------------------------------------ | ---------- | ---------------------------------- | -------- | ----------------------------------------------------- | ---------- | -------------------------------------------------- | -------- | ------------------------------------------------------- | ------------ | -------------------------------------------------- | ------------------ | -------------------- | -------------- | ---------------------------------------- | ------------------------------------------ | ---------------------------------------------------------- | ----------- |
| Serhiy Kravtsov | Férfi egyéni | Peder Pedersen (DEN) · Edwin Torres (PUR) · 11,08      | 2.         | Raúl Marcelo Vázquez (CUB) · 11,56 | 1.       | Jackie Simes (USA) · Robert van Lancker (BEL) · 10,72 | 3.         | Inoue Szandzsi (JPN) · Miloš Jelínek (TCH) · 10,87 | 1.       | Pierre Trentin (FRA) · Robert van Lancker (BEL) · 10,96 | 2.           | Leijn Loevesijn (NED) · Roger Gibbon (TRI) · 10,66 | 3.                 | kiesett              | kiesett        | kiesett                                  | kiesett                                    | kiesett                                                    | helyezetlen |
| Omar Phakadze   | Férfi egyéni | José Pittaro (ARG) · Tarek Abou Al Dahab (LIB) · 11,30 | 1.         |                                    |          | Miloš Jelínek (TCH) · Ian Alsop (GBR) · 11,26         | 1.         |                                                    |          | Tim Mountford (USA) · Niels Fredborg (DEN) · 10,94      | 1.           |                                                    |                    |                      |                | Dino Verzini (ITA) · 11,14, 11,35, 10,86 | Daniel Morelon (FRA) · 10,69, 10,76, 10,69 | Bronzmérkőzés · Pierre Trentin (FRA) · 11,57, 11,53, 10,92 | 4.          |

Időfutam
| Versenyző       | Versenyszám  | Idő     | Helyezés |
| --------------- | ------------ | ------- | -------- |
| Serhiy Kravtsov | Férfi egyéni | 1:05,21 | 8.       |

Tandem
| Versenyző                          | Versenyszám     | 1. forduló                                                 | Vigaszág selejtező                                                                                 | Vigaszág selejtező | Vigaszág döntő | Vigaszág döntő | Negyeddöntő                                                        | Elődöntő             | Döntő                | Helyezés |
| Versenyző                          | Versenyszám     | Ellenfél Győztes idő                                       | Ellenfelek Győztes idő                                                                             | Hely.              | Ellenfelek Győztes idő                                                                                            | Hely.          | Ellenfél Győztes idő                                               | Ellenfél Győztes idő | Ellenfél Győztes idő | Helyezés |
| ---------------------------------- | --------------- | ---------------------------------------------------------- | -------------------------------------------------------------------------------------------------- | ------------------ | --- | -------------- | ------------------------------------------------------------------ | -------------------- | -------------------- | -------- |
| Igor Celovalnyikov Imants Bodnieks | Férfi kétüléses | Csehszlovákia (TCH) · Ivan Kučírek · Miloš Jelínek · 10,14 | Kuba (CUB) · Juan Reyes · Ulises Váldez · Mexikó (MEX) · Julio Munguía · Guillermo Mendoza · 10,33 | 1.                 | Magyarország (HUN) · Baranyecz András · Lendvai Tibor · Ausztrália (AUS) · Gordon Johnson · Hilton Clarke · 10,32 | 1.             | Olaszország (ITA) · Walter Gorini · Luigi Borghetti · 10,03, 10,21 | kiesett              | kiesett              | 5.       |

Üldözőversenyek
| Versenyző                                                                               | Versenyszám  | Nyolcaddöntő                                                                                          | Nyolcaddöntő | Nyolcaddöntő | Negyeddöntő                                                                                           | Negyeddöntő | Negyeddöntő | Elődöntő                                                                                   | Elődöntő  | Elődöntő | Döntő | Döntő     | Helyezés |
| Versenyző                                                                               | Versenyszám  | Ellenfél Idő                                                                                          | Saját idő    | Hely.        | Ellenfél Idő                                                                                          | Saját idő   | Hely.       | Ellenfél Idő                                                                               | Saját idő | Hely.    | Ellenfél Idő | Saját idő | Helyezés |
| --------------------------------------------------------------------------------------- | ------------ | --- | ------------ | ------------ | --- | ----------- | ----------- | ------------------------------------------------------------------------------------------ | --------- | -------- | --- | --------- | -------- |
| Mikhail Kolyushev Vlagyimir Kuznyecov Dzintars Lācis Sztanyiszlav Moszkvin Viktor Bykov | Férfi csapat | Franciaország (FRA) · Bernard Darmet · Alain van Lancker · Jack Mourioux · Daniel Rébillard · 4:24,45 | 4:19,29      | 1.           | Franciaország (FRA) · Bernard Darmet · Alain van Lancker · Jack Mourioux · Daniel Rébillard · 4:30,10 | 4:26,63     | 2.          | Dánia (DEN) · Gunnar Asmussen · Mogens Frey Jensen · Reno Olsen · Peder Pedersen · 4:19,87 | 4:20,39   | 4.       | Bronzmérkőzés · Olaszország (ITA) · Lorenzo Bosisio · Cipriano Chemello · Giorgio Morbiato · Luigi Roncaglia · 4:18,35 | 4:33,39   | 4.       |

## Kosárlabda
| Szovjet férfi kosárlabdacsapat-játékoskeret                                                              | Szovjet férfi kosárlabdacsapat-játékoskeret                                                                        |
| --- | --- |
| - Vlagyimir Andrejev - Szergej Belov - Vagyim Kapranov - Szerhij Kovalenko - Anatoli Krikun - Jaak Lipso | - Modestas Paulauskas - Anatolij Polivoda - Zurab Szakandelidze - Jurij Szelihov - Priit Tomson - Gennagyij Volnov |

### Eredmények
Csoportkör
B csoport
| Csapat              | M | Gy | V | P+  | P–  | Pk   |
| ------------------- | - | -- | - | --- | --- | ---- |
| Szovjetunió (URS)   | 7 | 7  | 0 | 642 | 408 | +234 |
| Brazília (BRA)      | 7 | 6  | 1 | 561 | 418 | +143 |
| Mexikó (MEX)        | 7 | 5  | 2 | 493 | 443 | +50  |
| Lengyelország (POL) | 7 | 4  | 3 | 474 | 504 | –30  |
| Bulgária (BUL)      | 7 | 3  | 4 | 456 | 478 | –22  |
| Kuba (CUB)          | 7 | 2  | 5 | 514 | 533 | –19  |
| Dél-Korea (KOR)     | 7 | 1  | 6 | 453 | 530 | –77  |
| Marokkó (MAR)       | 7 | 0  | 7 | 355 | 634 | –279 |

| 1968. október 13. | Szovjetunió (URS) | 91 – 50 | Lengyelország (POL) |  |
| 1968. október 13. | (47–30)           |         |                     |  |

| 1968. október 14. | Szovjetunió (URS) | 123 – 51 | Marokkó (MAR) |  |
| 1968. október 14. | (51–30)           |          |               |  |

| 1968. október 15. | Szovjetunió (URS) | 89 – 58 | Dél-Korea (KOR) |  |
| 1968. október 15. | (44–34)           |         |                 |  |

| 1968. október 16. | Szovjetunió (URS) | 81 – 56 | Bulgária (BUL) |  |
| 1968. október 16. | (40–23)           |         |                |  |

| 1968. október 18. | Szovjetunió (URS) | 100 – 66 | Kuba (CUB) |  |
| 1968. október 18. | (52–35)           |          |            |  |

| 1968. október 19. | Szovjetunió (URS) | 82 – 62 | Mexikó (MEX) |  |
| 1968. október 19. | (45–25)           |         |              |  |

| 1968. október 20. | Szovjetunió (URS) | 76 – 65 | Brazília (BRA) |  |
| 1968. október 20. | (39–38)           |         |                |  |

Elődöntő
| 1968. október 22. | Jugoszlávia (YUG) | 63 – 62 | Szovjetunió (URS) |  |
| 1968. október 22. | (31–27)           |         |                   |  |

Bronzmérkőzés
| 1968. október 25. | Szovjetunió (URS) | 70 – 53 | Brazília (BRA) |  |
| 1968. október 25. | (38–25)           |         |                |  |

| Csapat            | Helyezés |
| ----------------- | -------- |
| Szovjetunió (URS) |          |

## Lovaglás
Díjlovaglás
| Versenyző                                 | Ló                 | Versenyszám | Selejtező | Selejtező | Döntő | Döntő | Végeredmény | Végeredmény |
| Versenyző                                 | Ló                 | Versenyszám | Pont      | Hely.     | Pont  | Hely. | Pont        | Helyezés    |
| ----------------------------------------- | ------------------ | ----------- | --------- | --------- | ----- | ----- | ----------- | ----------- |
| Ivan Kalita                               | Absent             | Egyéni      | 879       | 4.        | 640   | 3.    | 1519        | 4.          |
| Ivan Kizimov                              | Ikhor              | Egyéni      | 908       | 2.        | 664   | 1.    | 1572        |             |
| Jelena Petuskova                          | Pepel              | Egyéni      | 870       | 6.        | 601   | 4.    | 1471        | 6.          |
| Ivan Kalita Ivan Kizimov Jelena Petuskova | Absent Ikhor Pepel | Csapat      |           |           |       |       | 2,657       |             |

Díjugratás
| Versenyző                                         | Ló                      | Versenyszám | 1. forduló | 1. forduló | 2. forduló | 2. forduló | Összesen | Összesen |
| Versenyző                                         | Ló                      | Versenyszám | Pont       | Hely.      | Pont       | Hely.      | Pont     | Helyezés |
| ------------------------------------------------- | ----------------------- | ----------- | ---------- | ---------- | ---------- | ---------- | -------- | -------- |
| Yevgeny Kuzin                                     | Figlyar                 | Egyéni      | kizárták   | kizárták   | kiesett    | kiesett    | kiesett  | kiesett  |
| Viktor Matveyev                                   | Krokhotny               | Egyéni      | 16,00      | 26.        | kiesett    | kiesett    | 16,00    | 26.      |
| Yevgeny Kuzin Viktor Matveyev Gennady Samosedenko | Figlyar Krokhotny Aeron | Csapat      | 125,00     | 13.        | 105,50     | 11.        | 230,50   | 12.      |

Lovastusa
| Versenyző                                        | Ló              | Versenyszám | Díjlovaglás | Díjlovaglás | Tereplovaglás | Tereplovaglás | Díjugratás    | Díjugratás    | Végeredmény | Végeredmény |
| Versenyző                                        | Ló              | Versenyszám | Bünt.       | Hely.       | Bünt.         | Hely.         | Bünt.         | Hely.         | Bünt.       | Helyezés    |
| ------------------------------------------------ | --------------- | ----------- | ----------- | ----------- | ------------- | ------------- | ------------- | ------------- | ----------- | ----------- |
| Pavel Deyev                                      | Paket           | Egyéni      | -59,51      | 4.          | -21,60        | 14.           | kizárták      | kizárták      | kiesett     | kiesett     |
| German Gazyumov                                  | Fugas           | Egyéni      | -49,50      | 2.          | -27,20        | 16.           | -19,00        | 22.           | -95,70      | 10.         |
| Svetozar Glushkov                                | Balerina        | Egyéni      | -86,51      | 22.         | kizárták      | kizárták      | kiesett       | kiesett       | kiesett     | kiesett     |
| Aleksandr Yevdokimov                             | Fat             | Egyéni      | -48,00      | 1.          | -117,60       | 29.           | -27,00        | 31.           | -192,60     | 21.         |
| Pavel Deyev German Gazyumov Aleksandr Yevdokimov | Paket Fugas Fat | Csapat      | -157,01     | 1.          | -166,40       | 4.            | nem ért célba | nem ért célba | kiesett     | kiesett     |

## Műugrás
Férfi
| Versenyző         | Versenyszám        | Selejtező | Selejtező | Döntő   | Döntő    |
| Versenyző         | Versenyszám        | Pont      | Helyezés  | Pont    | Helyezés |
| ----------------- | ------------------ | --------- | --------- | ------- | -------- |
| Boris P'oluliakhi | Egyéni műugrás     | 84,32     | 20.       | kiesett | kiesett  |
| Mikhail Safonov   | Egyéni műugrás     | 92,77     | 12.       | 141,02  | 9.       |
| Mikhail Safonov   | Egyéni toronyugrás | 91,43     | 10.       | 138,77  | 9.       |
| Viktor Pogozhev   | Egyéni toronyugrás | 86,89     | 16.       | kiesett | kiesett  |
| Vlagyimir Vaszin  | Egyéni toronyugrás | 91,91     | 9.        | 138,40  | 10.      |
| Vlagyimir Vaszin  | Egyéni műugrás     | 95,73     | 10.       | 139,59  | 11.      |

Női
| Versenyző           | Versenyszám        | Selejtező | Selejtező | Döntő   | Döntő    |
| Versenyző           | Versenyszám        | Pont      | Helyezés  | Pont    | Helyezés |
| ------------------- | ------------------ | --------- | --------- | ------- | -------- |
| Yelena Anokhina     | Egyéni műugrás     | 90,35     | 7.        | 129,17  | 8.       |
| Vera Baklanova      | Egyéni műugrás     | 88,89     | 8.        | 132,31  | 6.       |
| Tamara Pogozseva    | Egyéni műugrás     | 97,50     | 3.        | 145,30  |          |
| Galina Alekszejeva  | Egyéni toronyugrás | 47,31     | 14.       | kiesett | kiesett  |
| Nataliya Karpukhina | Egyéni toronyugrás | 43,52     | 22.       | kiesett | kiesett  |
| Natalja Lobanova    | Egyéni toronyugrás | 53,80     | 1.        | 105,14  |          |

## Ökölvívás
| Versenyző            | Versenyszám   | Selejtező         | 32-es főtábla                | Nyolcaddöntő                          | Negyeddöntő                     | Elődöntő                     | Döntő                          | Helyezés |
| Versenyző            | Versenyszám   | Ellenfél Eredmény | Ellenfél Eredmény            | Ellenfél Eredmény                     | Ellenfél Eredmény               | Ellenfél Eredmény            | Ellenfél Eredmény              | Helyezés |
| -------------------- | ------------- | ----------------- | ---------------------------- | ------------------------------------- | ------------------------------- | ---------------------------- | ------------------------------ | -------- |
| Viktor Zaporozhets   | Papírsúly     |                   | Junji Watanabe (JPN) · 5-0   | Csi Jongdzsu (Ji Yong-ju) (KOR) · 2-3 | kiesett                         | kiesett                      | kiesett                        | 9.       |
| Nikolay Novikov      | Légsúly       |                   | Félix Márquez (VEN) · 5-0    | Kenny Mwansa (ZAM) · 4-1              | Artur Olech (POL) · RSC         | kiesett                      | kiesett                        | 5.       |
| Valerian Szokolov    | Harmatsúly    | erőnyerő          | Rafael Anchundia (ECU) · 3-2 | Michael Carter (GBR) · RSC            | Samuel Mbugua (KEN) · 5-0       | Morioka Eidzsi (JPN) · 5-0   | Eridadi Mukwanga (UGA) · RSC   |          |
| Valery Plotnikov     | Pehelysúly    |                   | Risto Meronen (FIN) · 5-0    | Elio Cotena (ITA) · 3-2               | Antonio Roldán (MEX) · 1-4      | kiesett                      | kiesett                        | 5.       |
| Valery Belousov      | Könnyűsúly    | erőnyerő          | Gula László (HUN) · RSC      | Zvonimir Vujin (YUG) · 0-5            | kiesett                         | kiesett                      | kiesett                        | 9.       |
| Jevgenyij Frolov     | Kisváltósúly  | erőnyerő          | Raymond Maguire (AUS) · 5-0  | Issaka Daboré (NIG) · 4-1             | Enrique Regüeiferos (CUB) · 2-3 | kiesett                      | kiesett                        | 5.       |
| Volodimir Muszalimov | Váltósúly     | erőnyerő          | Dieter Kottysch (FRG) · 5-0  | José Manuel Durán (ESP) · 5-0         | Alfonso Ramírez (MEX) · 5-0     | Manfred Wolke (GDR) · 2-3    | kiesett                        |          |
| Borisz Lagutyin      | Nagyváltósúly |                   | Moisés Fajardo (ESP) · RSC   | Sayed El-Nahas (RAU) · RSC            | Kovács János (ROU) · 5-0        | Günther Meier (FRG) · 4-1    | Rolando Garbey (CUB) · 5-0     |          |
| Alekszej Kiszeljov   | Középsúly     |                   | Antoine Abang (CMR) · 5-0    | Matthias Ouma (UGA) · 4-1             | Wiesław Rudkowski (POL) · 5-0   | Agustín Zaragoza (MEX) · RSC | Chris Finnegan (GBR) · 2-3     |          |
| Danas Pozniakas      | Félnehézsúly  |                   | erőnyerő                     | Gregorio Aldama (CUB) · KO            | Jürgen Schlegel (GDR) · 5-0     | Georgi Sztankov (BUL) · 5-0  | Ion Monea (ROU) · visszalépett |          |
| Jonas Čepulis        | Nehézsúly     |                   |                              | William Wells (GBR) · RSC             | Bernd Anders (GDR) · RSC        | Joaquín Rocha (MEX) · RSC    | George Foreman (USA) · RSC     |          |

## Öttusa
| Versenyző                                        | Versenyszám | Lovaglás | Lovaglás | Lovaglás | Vívás    | Vívás | Vívás | Lövészet | Lövészet | Lövészet | Úszás  | Úszás | Úszás | Futás   | Futás | Futás | Összesen    | Összesen |
| Versenyző                                        | Versenyszám | Idő      | Pont     | Hely.    | Eredmény | Pont  | Hely. | Pontszám | Pont     | Hely.    | Idő    | Pont  | Hely. | Idő     | Pont  | Hely. | Összes pont | Helyezés |
| ------------------------------------------------ | ----------- | -------- | -------- | -------- | -------- | ----- | ----- | -------- | -------- | -------- | ------ | ----- | ----- | ------- | ----- | ----- | ----------- | -------- |
| Pavel Lednyov                                    | Egyéni      | 3:37     | 1070     | 8.       | 26–21    | 839   | 16.   | 191      | 934      | 9.       | 3:44,4 | 1060  | 4.    | 14:51,0 | 892   | 16.   | 4795        |          |
| Borisz Onyiscsenko                               | Egyéni      | 3:48     | 995      | 29.      | 28–19    | 885   | 9.    | 190      | 912      | 15.      | 3:45,1 | 1054  | 6.    | 14:45,7 | 910   | 13.   | 4756        | 5.       |
| Stasys Šaparnis                                  | Egyéni      | 3:26     | 1070     | 6.       | 24–23    | 793   | 23.   | 185      | 802      | 35.      | 3:49,9 | 1027  | 8.    | 14:27,8 | 964   | 6.    | 4656        | 9.       |
| Pavel Lednyov Borisz Onyiscsenko Stasys Šaparnis | Csapat      |          | 3135     | 1.       |          | 2558  | 3.    |          | 2648     | 5.       |        | 3141  | 1.    |         | 2766  | 2.    | 14248       |          |

## Röplabda

### Férfi
| Szovjet férfi röplabdacsapat-játékoskeret                                                                               | Szovjet férfi röplabdacsapat-játékoskeret                                                                                  |
| --- | --- |
| - Oļegs Antropovs - Volodimir Bjeljajev - Ivans Bugajenkovs - Volodimir Ivanov - Valerij Kravcsenko - Jevhen Lapinszkij | - Vasilijus Matuševas - Viktor Mihalcsuk - Georgij Mondzolevszkij - Jurij Pojarkov - Eduard Szibirjakov - Borisz Terescsuk |

#### Eredmények
Csoportkör
| 1968. október 13. 17:00 | Egyesült Államok (USA)             | 3 – 2 | Szovjetunió (URS) |  |
| 1968. október 13. 17:00 | (11–15, 15–10, 10–15, 15–10, 15–6) |       |                   |  |

| 1968. október 16. 17:00 | Szovjetunió (URS)         | 3 – 1 | Brazília (BRA) |  |
| 1968. október 16. 17:00 | (11–15, 15–2, 15–9, 15–9) |       |                |  |

| 1968. október 17. 10:00 | Szovjetunió (URS)    | 3 – 0 | Bulgária (BUL) |  |
| 1968. október 17. 10:00 | (15–10, 15–9, 15–10) |       |                |  |

| 1968. október 19. 12:00 | Szovjetunió (URS)    | 3 – 0 | Lengyelország (POL) |  |
| 1968. október 19. 12:00 | (15–9, 15–10, 15–10) |       |                     |  |

| 1968. október 20. 19:00 | Szovjetunió (URS)                 | 3 – 2 | NDK (GDR) |  |
| 1968. október 20. 19:00 | (10–15, 15–9, 15–11, 12–15, 15–5) |       |           |  |

| 1968. október 21. 19:00 | Szovjetunió (URS)          | 3 – 1 | Japán (JPN) |  |
| 1968. október 21. 19:00 | (4–15, 15–13, 15–9, 15–13) |       |             |  |

| 1968. október 23. 10:00 | Szovjetunió (URS)         | 3 – 1 | Mexikó (MEX) |  |
| 1968. október 23. 10:00 | (15–5, 15–8, 11–15, 15–5) |       |              |  |

| 1968. október 24. 19:00 | Szovjetunió (URS)  | 3 – 0 | Belgium (BEL) |  |
| 1968. október 24. 19:00 | (15–2, 15–3, 15–5) |       |               |  |

| 1968. október 25. 20:00 | Szovjetunió (URS)  | 3 – 0 | Csehszlovákia (TCH) |  |
| 1968. október 25. 20:00 | (15–7, 15–4, 15–8) |       |                     |  |

|          |                        |      | Mérkőzések | Mérkőzések | Szettek | Szettek | Szettek | Pontok | Pontok | Pontok |
| Helyezés | Csapat                 | Pont | Gy         | V          | Sz+     | Sz–     | SzA     | P+     | P–     | PA     |
| -------- | ---------------------- | ---- | ---------- | ---------- | ------- | ------- | ------- | ------ | ------ | ------ |
| Arany    | Szovjetunió (URS)      | 17   | 8          | 1          | 26      | 8       | 3,250   | 464    | 326    | 1,423  |
| Ezüst    | Japán (JPN)            | 16   | 7          | 2          | 24      | 6       | 4,000   | 430    | 258    | 1,667  |
| Bronz    | Csehszlovákia (TCH)    | 16   | 7          | 2          | 22      | 15      | 1,467   | 454    | 417    | 1,089  |
| 4.       | NDK (GDR)              | 15   | 6          | 3          | 22      | 12      | 1,833   | 449    | 374    | 1,201  |
| 5.       | Lengyelország (POL)    | 15   | 6          | 3          | 18      | 11      | 1,636   | 371    | 281    | 1,320  |
| 6.       | Bulgária (BUL)         | 13   | 4          | 5          | 16      | 17      | 0,941   | 379    | 385    | 0,984  |
| 7.       | Egyesült Államok (USA) | 13   | 4          | 5          | 15      | 18      | 0,833   | 383    | 414    | 0,925  |
| 8.       | Belgium (BEL)          | 11   | 2          | 7          | 6       | 24      | 0,250   | 239    | 417    | 0,573  |
| 9.       | Brazília (BRA)         | 10   | 1          | 8          | 8       | 25      | 0,320   | 357    | 469    | 0,761  |
| 10.      | Mexikó (MEX)           | 9    | 0          | 9          | 6       | 27      | 0,222   | 289    | 474    | 0,610  |

| Csapat            | Helyezés |
| ----------------- | -------- |
| Szovjetunió (URS) |          |

### Női
| Szovjet női röplabdacsapat-játékoskeret | Szovjet női röplabdacsapat-játékoskeret                                                                                    |
| --- | --- |
| - Ljudmila Buldakova - Vera Galuska-Dujunova - Vera Lantratova - Valentyina Kamenyek-Vinogradova - Galina Leontyeva - Ljudmila Mihajlovszkaja | - Tatyjana Ponyajeva-Tretyakova - Inna Riszka - Roza Salihova - Tatyjana Szaricseva - Nyina Szmolejeva - Tatjana Veinberga |

#### Eredmények
Csoportkör
| 1968. október 13. 17:00 | Szovjetunió (URS)         | 3 – 1 | Csehszlovákia (TCH) |  |
| 1968. október 13. 17:00 | (8–15, 15–7, 15–13, 15–7) |       |                     |  |

| 1968. október 14. 19:00 | Szovjetunió (URS)   | 3 – 0 | Lengyelország (POL) |  |
| 1968. október 14. 19:00 | (15–5, 15–11, 15–4) |       |                     |  |

| 1968. október 16. 12:00 | Szovjetunió (URS)  | 3 – 0 | Dél-Korea (KOR) |  |
| 1968. október 16. 12:00 | (15–9, 15–6, 15–2) |       |                 |  |

| 1968. október 17. 12:00 | Szovjetunió (URS)  | 3 – 0 | Peru (PER) |  |
| 1968. október 17. 12:00 | (15–4, 15–9, 15–9) |       |            |  |

| 1968. október 21. 10:00 | Szovjetunió (URS)        | 3 – 1 | Egyesült Államok (USA) |  |
| 1968. október 21. 10:00 | (15–1, 6–15, 15–4, 15–6) |       |                        |  |

| 1968. október 23. 17:00 | Szovjetunió (URS)   | 3 – 0 | Mexikó (MEX) |  |
| 1968. október 23. 17:00 | (15–6, 15–10, 15–3) |       |              |  |

| 1968. október 26. 18:00 | Szovjetunió (URS)          | 3 – 1 | Japán (JPN) |  |
| 1968. október 26. 18:00 | (15–10, 16–14, 3–15, 15–9) |       |             |  |

|          |                        |      | Mérkőzések | Mérkőzések | Szettek | Szettek | Szettek | Pontok | Pontok | Pontok |
| Helyezés | Csapat                 | Pont | Gy         | V          | Sz+     | Sz–     | SzA     | P+     | P–     | PA     |
| -------- | ---------------------- | ---- | ---------- | ---------- | ------- | ------- | ------- | ------ | ------ | ------ |
| Arany    | Szovjetunió (URS)      | 14   | 7          | 0          | 21      | 3       | 7,000   | 333    | 194    | 1,716  |
| Ezüst    | Japán (JPN)            | 13   | 6          | 1          | 19      | 3       | 6,333   | 318    | 147    | 2,163  |
| Bronz    | Lengyelország (POL)    | 12   | 5          | 2          | 15      | 11      | 1,364   | 324    | 304    | 1,066  |
| 4.       | Peru (PER)             | 10   | 3          | 4          | 12      | 15      | 0,800   | 306    | 327    | 0,936  |
| 5.       | Dél-Korea (KOR)        | 10   | 3          | 4          | 11      | 14      | 0,786   | 276    | 305    | 0,905  |
| 6.       | Csehszlovákia (TCH)    | 10   | 3          | 4          | 11      | 15      | 0,733   | 307    | 308    | 0,997  |
| 7.       | Mexikó (MEX)           | 8    | 1          | 6          | 7       | 18      | 0,389   | 215    | 338    | 0,636  |
| 8.       | Egyesült Államok (USA) | 7    | 0          | 7          | 4       | 21      | 0,190   | 197    | 353    | 0,558  |

| Csapat            | Helyezés |
| ----------------- | -------- |
| Szovjetunió (URS) |          |

## Sportlövészet
Nyílt
| Versenyző           | Versenyszám                    | Pont | Helyezés |
| ------------------- | ------------------------------ | ---- | -------- |
| Anatoly Onishchuk   | Gyorstüzelő pisztoly           | 579  | 27.      |
| Renart Szulejmanov  | Gyorstüzelő pisztoly           | 591  |          |
| Grigorij Koszih     | Szabadpisztoly                 | 562  |          |
| Vladimir Stolypin   | Szabadpisztoly                 | 552  | 10.      |
| Vladimir Konyakhin  | Sportpuska, összetett          | 1147 | 10.      |
| Vitalij Parhimovics | Sportpuska, összetett          | 1154 |          |
| Vitalij Parhimovics | Sportpuska, fekvő              | 590  | 36.      |
| Valentyin Kornyev   | Sportpuska, fekvő              | 594  | 16.      |
| Valentyin Kornyev   | Szabadpuska, összetett (300 m) | 1151 |          |
| Sota Kveliasvili    | Szabadpuska, összetett (300 m) | 1142 | 4.       |
| Aleksandr Alipov    | Trap                           | 195  | 7.       |
| Pāvels Seničevs     | Trap                           | 196  | 4.       |
| Jevgenyij Petrov    | Skeet                          | 198  |          |
| Yury Tsuranov       | Skeet                          | 196  | 4.       |

## Súlyemelés
| Versenyző              | Versenyszám | Nyomás   | Nyomás   | Szakítás | Szakítás | Lökés    | Lökés    | Összesen | Helyezés |
| Versenyző              | Versenyszám | Eredmény | Helyezés | Eredmény | Helyezés | Eredmény | Helyezés | Összesen | Helyezés |
| ---------------------- | ----------- | -------- | -------- | -------- | -------- | -------- | -------- | -------- | -------- |
| Gennagyij Csetyin      | 56 kg       | 110,0    | 5.       | 102,5    | 6.       | 140,0    | 2.       | 352,5    | 4.       |
| Dito Sanidze           | 60 kg       | 120,0    | 3.       | 117,5    | 1.       | 150,0    | 2.       | 387,5    |          |
| Viktor Kurencov        | 75 kg       | 152,5    | 1.       | 135,0    | 2.       | 187,5    | 1.       | 475,0    |          |
| Volodimir Bjeljajev    | 82,5 kg     | 152,5    | 2.       | 147,5    | 1.       | 185,0    | 2.       | 485,0    |          |
| Borisz Szeleckij       | 82,5 kg     | 150,0    | 3.       | 147,5    | 1.       | 187,5    | 1.       | 485,0    |          |
| Jaan Talts             | 90 kg       | 160,0    | 4.       | 150,0    | 2.       | 197,5    | 1.       | 507,5    |          |
| Leonyid Zsabotyinszkij | +90 kg      | 200,0    | 3.       | 170,0    | 5.       | 202,5    | 3.       | 572,5    |          |

## Torna
Férfi
| Versenyző                                                                                           | Versenyszám      | Selejtező | Selejtező | Döntő        | Döntő        |
| Versenyző                                                                                           | Versenyszám      | Pontszám  | Helyezés  | Pontszám     | Helyezés     |
| --------------------------------------------------------------------------------------------------- | ---------------- | --------- | --------- | ------------ | ------------ |
| Szergej Gyiomidov                                                                                   | Talaj            | 18,95     | 9.        | kiesett      | kiesett      |
| Szergej Gyiomidov                                                                                   | Ugrás            | 18,90     | 5.        | 18,925       |              |
| Szergej Gyiomidov                                                                                   | Korlát           | 18,90     | 23.       | kiesett      | kiesett      |
| Szergej Gyiomidov                                                                                   | Nyújtó           | 19,30     | 6.        | 19,150       | 5.           |
| Szergej Gyiomidov                                                                                   | Gyűrű            | 19,05     | 6.        | 18,975       | 6.           |
| Szergej Gyiomidov                                                                                   | Lólengés         | 19,00     | 8.        | kiesett      | kiesett      |
| Szergej Gyiomidov                                                                                   | Egyéni összetett |           |           | 114,10       | 6.           |
| Valerij Iljinih                                                                                     | Talaj            | 17,95     | 55.       | kiesett      | kiesett      |
| Valerij Iljinih                                                                                     | Ugrás            | 18,75     | 12.       | kiesett      | kiesett      |
| Valerij Iljinih                                                                                     | Korlát           | 18,95     | 21.       | kiesett      | kiesett      |
| Valerij Iljinih                                                                                     | Nyújtó           | 19,20     | 8.        | kiesett      | kiesett      |
| Valerij Iljinih                                                                                     | Gyűrű            | 18,60     | 17.       | kiesett      | kiesett      |
| Valerij Iljinih                                                                                     | Lólengés         | 18,45     | 25.       | kiesett      | kiesett      |
| Valerij Iljinih                                                                                     | Egyéni összetett |           |           | 111,90       | 15.          |
| Valerij Karaszov                                                                                    | Talaj            | 19,10     | 6.        | 18,950       | 5.           |
| Valerij Karaszov                                                                                    | Ugrás            | 18,85     | 7.        | kiesett      | kiesett      |
| Valerij Karaszov                                                                                    | Korlát           | 19,15     | 9.        | kiesett      | kiesett      |
| Valerij Karaszov                                                                                    | Nyújtó           | 18,70     | 32.       | kiesett      | kiesett      |
| Valerij Karaszov                                                                                    | Gyűrű            | 18,60     | 17.       | kiesett      | kiesett      |
| Valerij Karaszov                                                                                    | Lólengés         | 18,85     | 12.       | kiesett      | kiesett      |
| Valerij Karaszov                                                                                    | Egyéni összetett |           |           | 113,25       | 10.          |
| Viktor Klimenko                                                                                     | Talaj            | 18,75     | 13.       | kiesett      | kiesett      |
| Viktor Klimenko                                                                                     | Ugrás            | 18,85     | 7.        | kiesett      | kiesett      |
| Viktor Klimenko                                                                                     | Korlát           | 19,25     | 5.        | 19,225       |              |
| Viktor Klimenko                                                                                     | Nyújtó           | 19,10     | 11.       | kiesett      | kiesett      |
| Viktor Klimenko                                                                                     | Gyűrű            | 18,90     | 9.        | kiesett      | kiesett      |
| Viktor Klimenko                                                                                     | Lólengés         | 19,10     | 4.        | 18,950       | 6.           |
| Viktor Klimenko                                                                                     | Egyéni összetett |           |           | 113,95       | 7.           |
| Viktor Liszickij                                                                                    | Talaj            | 19,00     | 8.        | kiesett      | kiesett      |
| Viktor Liszickij                                                                                    | Ugrás            | 18,80     | 10.       | kiesett      | kiesett      |
| Viktor Liszickij                                                                                    | Korlát           | 18,60     | 41.       | kiesett      | kiesett      |
| Viktor Liszickij                                                                                    | Nyújtó           | 18,80     | 25.       | kiesett      | kiesett      |
| Viktor Liszickij                                                                                    | Gyűrű            | 18,80     | 11.       | kiesett      | kiesett      |
| Viktor Liszickij                                                                                    | Lólengés         | 18,60     | 22.       | kiesett      | kiesett      |
| Viktor Liszickij                                                                                    | Egyéni összetett |           |           | 112,60       | 14.          |
| Mihail Voronyin                                                                                     | Talaj            | 19,25     | 4.        | visszalépett | visszalépett |
| Mihail Voronyin                                                                                     | Ugrás            | 19,00     | 2.        | 19,000       |              |
| Mihail Voronyin                                                                                     | Korlát           | 19,45     | 2.        | 19,425       |              |
| Mihail Voronyin                                                                                     | Nyújtó           | 19,50     | 1.        | 19,550       | *            |
| Mihail Voronyin                                                                                     | Gyűrű            | 19,45     | 3.        | 19,325       |              |
| Mihail Voronyin                                                                                     | Lólengés         | 19,20     | 2.        | 19,200       |              |
| Mihail Voronyin                                                                                     | Egyéni összetett |           |           | 115,85       |              |
| Szergej Gyiomidov Valerij Iljinih Valerij Karaszov Viktor Klimenko Viktor Liszickij Mihail Voronyin | Csapat összetett |           |           | 571,10       |              |

Női
| Versenyző                                                                                              | Versenyszám      | Selejtező | Selejtező | Döntő    | Döntő    |
| Versenyző                                                                                              | Versenyszám      | Pontszám  | Helyezés  | Pontszám | Helyezés |
| --- | ---------------- | --------- | --------- | -------- | -------- |
| Ljubov Burda                                                                                           | Talaj            | 18,75     | 20.       | kiesett  | kiesett  |
| Ljubov Burda                                                                                           | Ugrás            | 18,95     | 16.       | kiesett  | kiesett  |
| Ljubov Burda                                                                                           | Felemás korlát   | 17,65     | 50.       | kiesett  | kiesett  |
| Ljubov Burda                                                                                           | Gerenda          | 18,85     | 10.       | kiesett  | kiesett  |
| Ljubov Burda                                                                                           | Egyéni összetett |           |           | 74,20    | 25.      |
| Olga Karaszjova                                                                                        | Talaj            | 19,15     | 5.        | 19,325   | 5.*      |
| Olga Karaszjova                                                                                        | Ugrás            | 19,15     | 10.       | kiesett  | kiesett  |
| Olga Karaszjova                                                                                        | Felemás korlát   | 19,00     | 7.        | kiesett  | kiesett  |
| Olga Karaszjova                                                                                        | Gerenda          | 18,70     | 18.       | kiesett  | kiesett  |
| Olga Karaszjova                                                                                        | Egyéni összetett |           |           | 76,00    | 7.*      |
| Natalja Kucsinszkaja                                                                                   | Talaj            | 19,60     | 1.        | 19,650   |          |
| Natalja Kucsinszkaja                                                                                   | Ugrás            | 19,45     | 3.        | 19,375   | 5.       |
| Natalja Kucsinszkaja                                                                                   | Felemás korlát   | 18,10     | 37.       | kiesett  | kiesett  |
| Natalja Kucsinszkaja                                                                                   | Gerenda          | 19,60     | 1.        | 19,650   |          |
| Natalja Kucsinszkaja                                                                                   | Egyéni összetett |           |           | 76,75    |          |
| Larisza Petrik                                                                                         | Talaj            | 19,55     | 2.        | 19,675   | *        |
| Larisza Petrik                                                                                         | Ugrás            | 19,20     | 8.        | kiesett  | kiesett  |
| Larisza Petrik                                                                                         | Felemás korlát   | 18,95     | 10.       | kiesett  | kiesett  |
| Larisza Petrik                                                                                         | Gerenda          | 19,00     | 5.        | 19,250   |          |
| Larisza Petrik                                                                                         | Egyéni összetett |           |           | 76,70    | 4.*      |
| Ljudmila Turiscseva                                                                                    | Talaj            | 19,00     | 8.        | kiesett  | kiesett  |
| Ljudmila Turiscseva                                                                                    | Ugrás            | 18,85     | 20.       | kiesett  | kiesett  |
| Ljudmila Turiscseva                                                                                    | Felemás korlát   | 18,90     | 12.       | kiesett  | kiesett  |
| Ljudmila Turiscseva                                                                                    | Gerenda          | 17,75     | 43.       | kiesett  | kiesett  |
| Ljudmila Turiscseva                                                                                    | Egyéni összetett |           |           | 74,50    | 24.      |
| Zinaida Voronyina                                                                                      | Talaj            | 19,40     | 4.        | 19,550   | 4.       |
| Zinaida Voronyina                                                                                      | Ugrás            | 19,40     | 5.        | 19,500   |          |
| Zinaida Voronyina                                                                                      | Felemás korlát   | 19,25     | 4.        | 19,425   |          |
| Zinaida Voronyina                                                                                      | Gerenda          | 18,80     | 15.       | kiesett  | kiesett  |
| Zinaida Voronyina                                                                                      | Egyéni összetett |           |           | 76,85    |          |
| Ljubov Burda Olga Karaszjova Natalja Kucsinszkaja Larisza Petrik Ljudmila Turiscseva Zinaida Voronyina | Csapat összetett |           |           | 382,85   |          |

* - egy másik versenyzővel azonos eredményt ért el

## Úszás
Férfi
| Szergej Guszev | 100 m gyors            | 54,8    | 1. | 6.*  | 55,2    | 5.      | 17.     | kiesett | kiesett | kiesett | kiesett | kiesett |
| Leonyid Iljicsov | 100 m gyors            | 54,9    | 1. | 8.** | 53,8    | 2.      | 3.***   | 53,8    | 5.      |         |         |         |
| Leonyid Iljicsov | 200 m gyors            | 2:01,3  | 2. | 9.*  |         |         |         | kiesett | kiesett |         |         |         |
| Georgijs Kuļikovs | 200 m gyors            | 2:08,3  | 6. | 39.  |         |         |         | kiesett | kiesett |         |         |         |
| Georgijs Kuļikovs | 100 m gyors            | 54,3    | 1. | 2.*  | 54,1    | 3.      | 8.      | 53,8    | 6.      |         |         |         |
| Szemjon Belic-Gejman | 200 m gyors            | 2:01,2  | 2. | 8.   |         |         |         | 2:01,5  | 7.      |         |         |         |
| Szemjon Belic-Gejman | 400 m gyors            | 4:22,7  | 2. | 9.*  |         |         |         | kiesett | kiesett |         |         |         |
| Akhmed Anarbayev | 400 m gyors            | 4:35,1  | 3. | 25.  |         |         |         | kiesett | kiesett |         |         |         |
| Vlagyimir Bure | 1500 m gyors           | 18:14,7 | 5. | 17.  |         |         |         | kiesett | kiesett |         |         |         |
| Jurij Gromak | 100 m hát              | 1:03,2  | 1. | 14.* | 1:02,4  | 4.      | 10.*    | kiesett | kiesett |         |         |         |
| Viktor Mazanov | 100 m hát              | 1:03,1  | 2. | 13.  | 1:02,5  | 8.      | 12.     | kiesett | kiesett |         |         |         |
| Yevgeny Spiridonov | 100 m hát              | 1:04,2  | 4. | 20.* | kiesett | kiesett | kiesett | kiesett | kiesett |         |         |         |
| Leonid Dobroskokin | 200 m hát              | 2:16,1  | 1. | 5.*  |         |         |         | 2:15,4  | 6.      |         |         |         |
| Vlagyimir Koszinszkij | 100 m mell             | 1:10,0  | 2. | 12.* | 1:07,9  | 1.      | 1.      | 1:08,0  |         |         |         |         |
| Vlagyimir Koszinszkij | 200 m mell             | 2:31,9  | 1. | 3.   |         |         |         | 2:29,2  |         |         |         |         |
| Yevhen Mykhailov | 200 m mell             | 2:32,8  | 2. | 4.   |         |         |         | 2:32,8  | 5.      |         |         |         |
| Yevhen Mykhailov | 100 m mell             | 1:09,3  | 2. | 4.*  | 1:08,8  | 4.      | 5.      | 1:08,4  | 5.      |         |         |         |
| Nyikolaj Pankin | 100 m mell             | 1:08,9  | 1. | 2.*  | 1:08,1  | 1.      | 2.*     | 1:08,0  |         |         |         |         |
| Nyikolaj Pankin | 200 m mell             | 2:33,1  | 2. | 5.*  |         |         |         | 2:30,3  | 4.      |         |         |         |
| Vlagyimir Nyemsilov | 100 m pillangó         | 59,1    | 2. | 5.   | 59,0    | 2.      | 7.      | 58,1    | 4.      |         |         |         |
| Jurij Szuzdalcev | 100 m pillangó         | 59,3    | 2. | 7.*  | 58,9    | 3.      | 6.      | 58,8    | 6.      |         |         |         |
| Sergey Konov | 100 m pillangó         | 1:00,8  | 4. | 26.  | kiesett | kiesett | kiesett | kiesett | kiesett |         |         |         |
| Sergey Konov | 200 m pillangó         | 2:13,1  | 4. | 12.  |         |         |         | kiesett | kiesett |         |         |         |
| Valentin Kuzmin | 200 m pillangó         | 2:11,5  | 3. | 6.   |         |         |         | 2:10,6  | 4.      |         |         |         |
| Viktor Sharygin | 200 m pillangó         | 2:10,9  | 1. | 3.   |         |         |         | 2:11,9  | 7.      |         |         |         |
| Andrey Dunayev | 200 m vegyes           | 2:25,9  | 6. | 31.  |         |         |         | kiesett | kiesett |         |         |         |
| Andrey Dunayev | 400 m vegyes           | 5:01,9  | 1. | 8.   |         |         |         | 5:00,3  | 7.      |         |         |         |
| Vladimir Kravchenko | 400 m vegyes           | 5:08,7  | 4. | 14.  |         |         |         | kiesett | kiesett |         |         |         |
| Vladimir Kravchenko | 200 m vegyes           | 2:18,6  | 1. | 13.  |         |         |         | kiesett | kiesett |         |         |         |
| Szemjon Belic-Gejman Viktor Mazanov Georgijs Kuļikovs Leonyid Iljicsov Szergej Guszev                                                  | 4 × 100 m gyorsváltó   | 3:37,8  | 1. | 2.   |         |         |         | 3:34,2  |         |         |         |         |
| Vlagyimir Bure Szemjon Belic-Gejman Georgijs Kuļikovs Leonyid Iljicsov                                                                 | 4 × 200 m gyorsváltó   | 8:07,6  | 1. | 5.   |         |         |         | 8:01,6  |         |         |         |         |
| Jurij Gromak Vlagyimir Koszinszkij Vlagyimir Nyemsilov Leonyid Iljicsov Viktor Mazanov Nyikolaj Pankin Jurij Szuzdalcev Szergej Guszev | 4 × 100 m vegyes váltó | 4:04,8  | 1. | 5.*  |         |         |         | 4:00,7  |         |         |         |         |

Női
| Versenyző                                                                                | Versenyszám            | Előfutam | Előfutam | Előfutam | Elődöntő | Elődöntő | Elődöntő | Döntő   | Döntő    |
| Versenyző                                                                                | Versenyszám            | Idő      | Hely.    | Össz.    | Idő      | Hely.    | Össz.    | Idő     | Helyezés |
| ---------------------------------------------------------------------------------------- | ---------------------- | -------- | -------- | -------- | -------- | -------- | -------- | ------- | -------- |
| Zoya Dus                                                                                 | 100 m gyors            | 1:04,2   | 4.       | 26.**    | kiesett  | kiesett  | kiesett  | kiesett | kiesett  |
| Lidiya Hrebets                                                                           | 100 m gyors            | 1:03,3   | 2.       | 14.**    | 1:03,3   | 6.       | 19.      | kiesett | kiesett  |
| Natalja Usztyinova                                                                       | 100 m gyors            | 1:03,8   | 2.       | 21.***   | 1:05,0   | 8.       | 24.      | kiesett | kiesett  |
| Tamara Sosnova                                                                           | 200 m gyors            | 2:23,5   | 4.       | 25.      |          |          |          | kiesett | kiesett  |
| Tina Lek'veishvili                                                                       | 100 m hát              | 1:11,3   | 2.       | 13.*     | 1:11,0   | 8.       | 15.      | kiesett | kiesett  |
| Tina Lek'veishvili                                                                       | 200 m hát              | 2:40,5   | 6.       | 23.*     |          |          |          | kiesett | kiesett  |
| Tatyjana Szaveljeva                                                                      | 200 m hát              | 2:35,5   | 2.       | 12.      |          |          |          | kiesett | kiesett  |
| Tatyjana Szaveljeva                                                                      | 100 m hát              | 1:11,7   | 2.       | 17.      | kiesett  | kiesett  | kiesett  | kiesett | kiesett  |
| Szvetlana Babanyina                                                                      | 100 m mell             | 1:20,2   | 3.       | 15.      | 1:18,3   | 5.       | 8.       | 1:17,2  | 7.       |
| Szvetlana Babanyina                                                                      | 200 m mell             | 2:49,8   | 1.       | 4.*      |          |          |          | 2:48,4  | 6.       |
| Alla Grebennikova                                                                        | 200 m mell             | 2:49,8   | 2.       | 4.*      |          |          |          | 2:47,1  | 4.       |
| Alla Grebennikova                                                                        | 100 m mell             | 1:19,3   | 2.       | 10.*     | 1:18,6   | 5.       | 10.*     | kiesett | kiesett  |
| Galina Prozumenscsikova                                                                  | 100 m mell             | 1:18,6   | 2.       | 6.       | 1:17,5   | 3.       | 6.       | 1:15,9  |          |
| Galina Prozumenscsikova                                                                  | 200 m mell             | 2:47,8   | 1.       | 2.       |          |          |          | 2:47,0  |          |
| Tatyjana Gyevjatova                                                                      | 100 m pillangó         | 1:07,6   | 2.       | 5.       | 1:08,4   | 4.       | 10.      | kiesett | kiesett  |
| Tatyjana Gyevjatova                                                                      | 200 m pillangó         | 2:34,7   | 3.       | 9.       |          |          |          | kiesett | kiesett  |
| Larisa Zakharova                                                                         | 200 m vegyes           | 2:34,6   | 2.       | 7.       |          |          |          | 2:37,0  | 7.       |
| Larisa Zakharova                                                                         | 400 m vegyes           | 5:38,6   | 2.       | 11.      |          |          |          | kiesett | kiesett  |
| Zoya Dus Tamara Sosnova Natalja Usztyinova Lidiya Hrebets                                | 4 × 100 m gyorsváltó   | 4:17,1   | 3.       | 10.      |          |          |          | kiesett | kiesett  |
| Tina Lek'veishvili Alla Grebennikova Tatyjana Gyevjatova Lidiya Hrebets Larisa Zakharova | 4 × 100 m vegyes váltó | 4:39,5   | 3.       | 5.*      |          |          |          | 4:37,0  | 4.       |

* - egy másik versenyzővel/váltóval azonos időt ért el

** - két másik versenyzővel azonos időt ért el

*** - három másik versenyzővel azonos időt ért el

## Vitorlázás
Nyílt
| Versenyző                                                       | Versenyszám     | Futam  | Futam  | Futam | Futam  | Futam | Futam  | Futam | Pontszám | Helyezés |
| Versenyző                                                       | Versenyszám     | 1      | 2      | 3     | 4      | 5     | 6      | 7     | Pontszám | Helyezés |
| --------------------------------------------------------------- | --------------- | ------ | ------ | ----- | ------ | ----- | ------ | ----- | -------- | -------- |
| Valentin Mankin                                                 | Finn dingi      | 5,7    | (10,0) | 0,0   | 0,0    | 3,0   | 3,0    | 0,0   | 11,7     |          |
| Tyimir Pinyegin Fjodor Sutkov                                   | Csillaghajó     | 17,0   | 16,0   | 22,0  | 20,0   | 16,0  | (26,0) | 26,0  | 117,0    | 16.      |
| Lev Rvalov Viktor Pilchin                                       | Repülő hollandi | 8,0    | 11,7   | 18,0  | (29,0) | 24,0  | 29,0   | 18,0  | 108,7    | 15.      |
| Konstantin Aleksandrov Vladimir Aleksandrov Konstantin Melgunov | 5,5 méteres     | (19,0) | 11,7   | 17,0  | 10,0   | 13,0  | 13,0   | 13,0  | 77,7     | 9.       |
| Valery Afanasyev Yury Anisimov Valery Ruzhnikov                 | Sárkányhajó     | 18,0   | 13,0   | 8,0   | 19,0   | 20,0  | (29,0) | 18,0  | 96,0     | 11.      |

## Vívás
Férfi
| Versenyző                                                                                     | Versenyszám       | Csoportkör | Csoportkör | Csoportkör | Csoportkör | Nyolcaddöntő                 | Negyeddöntő                 | Elődöntő                                                 | Vigaszág a döntőért | Vigaszág a döntőért      | Vigaszág a döntőért      | Vigaszág a döntőért        | Vigaszág a döntőért   | Döntő | Helyezés |
| Versenyző                                                                                     | Versenyszám       | 1. kör | 1. kör     | 2. kör | 2. kör     | Nyolcaddöntő                 | Negyeddöntő                 | Elődöntő                                                 | 1. kör              | 2. kör                   | 3. kör                   | 4. kör                     | 5. kör                | Döntő | Helyezés |
| Versenyző                                                                                     | Versenyszám       | Ellenfél Eredmény | Hely.      | Ellenfél Eredmény | Hely.      | Ellenfél Eredmény            | Ellenfél Eredmény           | Ellenfél Eredmény                                        | Ellenfél Eredmény   | Ellenfél Eredmény        | Ellenfél Eredmény        | Ellenfél Eredmény          | Ellenfél Eredmény     | Ellenfél Eredmény | Helyezés |
| --------------------------------------------------------------------------------------------- | ----------------- | --- | ---------- | --- | ---------- | ---------------------------- | --------------------------- | -------------------------------------------------------- | ------------------- | ------------------------ | ------------------------ | -------------------------- | --------------------- | --- | -------- |
| Viktor Putyatyin                                                                              | Tőr, egyéni       | A. csoport · Graham Paul (GBR) · V · Dieter Wellmann (FRG) · V · Graeme Jennings (AUS) · GY · Evaristo Prendes (ARG) · GY                                                                 | 3.         | H. csoport · Ion Drîmbă (ROU) · V · Roland Losert (AUT) · GY · Dieter Wellmann (FRG) · V · Herbert Cohen (USA) · GY · Román Gómez (MEX) · GY                     | 3.         | Nicola Granieri (ITA) · GY   | Roland Losert (AUT) · GY    | Christian Noël (FRA) · V                                 | Vigaszág            | Vigaszág                 | Vigaszág                 | Kamuti Jenő (HUN) · V      | kiesett               | kiesett | 9.       |
| Vaszil Sztankovics                                                                            | Tőr, egyéni       | L. csoport · Ókava Heizaburó (JPN) · GY · Jesús Gil (CUB) · GY · Michael Breckin (GBR) · GY · Silvio Fernández (VEN) · GY                                                                 | 1.         | E. csoport · Ryszard Parulski (POL) · V · Jean-Claude Magnan (FRA) · GY · Michael Breckin (GBR) · GY · Ahmed El-Husseini (RAU) · GY · Carlos Calderón (MEX) · GY | 2.         | Héctor Abaunza (MEX) · GY    | Friedrich Wessel (FRG) · GY | Jean-Claude Magnan (FRA) · V                             | Vigaszág            | Vigaszág                 | Vigaszág                 | Tănase Mureșanu (ROU) · V  | kiesett               | kiesett | 9.       |
| German Szvesnyikov                                                                            | Tőr, egyéni       | C. csoport · Witold Woyda (POL) · V · Gerry Wiedel (CAN) · GY · Moustafa Soheim (RAU) · GY · Alberto Varela (URU) · GY · José Miguel Pérez (PUR) · GY                                     | 2.         | F. csoport · Héctor Abaunza (MEX) · GY · Adam Lisewski (POL) · GY · Udo Birnbaum (AUT) · GY · Kamuti László (HUN) · GY · Gerry Wiedel (CAN) · GY                 | 1.         | Rudolf Trost (AUT) · GY      | Adam Lisewski (POL) · GY    | Mihai Ţiu (ROU) · V                                      | Vigaszág            | Vigaszág                 | Vigaszág                 | Ókava Heizaburó (JPN) · GY | Kamuti Jenő (HUN) · V | kiesett | 7.       |
| Hrihorij Krissz                                                                               | Párbajtőr, egyéni | B. csoport · Franz Rompza (FRG) · V · David Micahnik (USA) · GY · Peter Bakonyi (CAN) · GY · Ali Chekr (LIB) · GY · José Antonio Díaz (CUB) · V                                           | 3.         | H. csoport · Carlos Couto (BRA) · V · Herbert Polzhuber (AUT) · GY · Bill Hoskyns (GBR) · GY · Paul Pesthy (USA) · GY · Magdy Conyd (CAN) · GY                   | 1.         | Haukler István (ROU) · GY    | Bohdan Gonsior (POL) · GY   | Jean-Pierre Allemand (FRA) · GY                          | Döntő               | Döntő                    | Döntő                    | Döntő                      | Döntő                 | Kulcsár Győző (HUN) · GY · Gianluigi Saccaro (ITA) · V · Viktor Modzolevszkij (URS) · GY · Herbert Polzhuber (AUT) · GY · Jean-Pierre Allemand (FRA) · GY · Rájátszás: Az 1-3. helyért · Kulcsár Győző (HUN) · V |          |
| Viktor Modzolevszkij                                                                          | Párbajtőr, egyéni | L. csoport · Dieter Jung (FRG) · GY · Nicholas Halsted (GBR) · V · Carlos Calderón (MEX) · GY · Arthur Cramer (BRA) · V · Alberto Varela (URU) · GY                                       | 2.         | D. csoport · Fenyvesi Csaba (HUN) · V · Haukler István (ROU) · GY · Bohdan Andrzejewski (POL) · GY · Rudolf Trost (AUT) · GY · Gustavo Oliveros (CUB) · GY       | 1.         | Ernesto Fernández (MEX) · GY | Franz Rompza (FRG) · GY     | Herbert Polzhuber (AUT) · GY                             | Döntő               | Döntő                    | Döntő                    | Döntő                      | Döntő                 | Kulcsár Győző (HUN) · V · Hrihorij Krissz (URS) · V · Gianluigi Saccaro (ITA) · V · Herbert Polzhuber (AUT) · GY · Jean-Pierre Allemand (FRA) · GY                                                               | 4.       |
| Alekszej Nyikancsikov                                                                         | Párbajtőr, egyéni | A. csoport · Herbert Polzhuber (AUT) · GY · Ernesto Fernández (MEX) · GY · Klaus Dumke (GDR) · GY · Ahmed El-Abidin (RAU) · GY · Michael Ryan (IRL) · GY                                  | 1.         | A. csoport · Jean-Pierre Allemand (FRA) · V · Gianluigi Saccaro (ITA) · GY · Peter Bakonyi (CAN) · GY · Harry Fiedler (GDR) · GY · Valeriano Pérez (MEX) · GY    | 1.         | Klaus Dumke (GDR) · GY       | Gianluigi Saccaro (ITA) · V | Vigaszág                                                 | Vigaszág            | Klaus Dumke (GDR) · GY   | Nemere Zoltán (HUN) · GY | Henryk Nielaba (POL) · V   | kiesett               | kiesett | 9.       |
| Umjar Mavlihanov                                                                              | Kard, egyéni      | B. csoport · Cesare Salvadori (ITA) · V · Marcel Parent (FRA) · GY · Vicente Calderón (MEX) · GY · Richard Oldcorn (GBR) · GY · Alberto Lanteri (ARG) · GY · José Narciso Díaz (CUB) · GY | 1.         | D. csoport · Bakonyi Péter (HUN) · GY · Alfonso Morales (USA) · V · Józef Nowara (POL) · GY · Walter Köstner (FRG) · V · Alexander Leckie (GBR) · GY             | 3.         |                              | Cesare Salvadori (ITA) · GY | Jerzy Pawłowski (POL) · V                                | Vigaszág            | Kovács Tamás (HUN) · GY  | Józef Nowara (POL) · V   |                            |                       | kiesett | 7.       |
| Vlagyimir Nazlimov                                                                            | Kard, egyéni      | E. csoport · Kovács Tamás (HUN) · GY · Rodney Craig (GBR) · GY · Anthony Keane (USA) · GY · Volker Duschner (FRG) · GY · Gustavo Chapela (MEX) · GY · Fionbarr Farrell (IRL) · GY         | 1.         | C. csoport · Claude Arabo (FRA) · GY · Cesare Salvadori (ITA) · GY · Paul Wischeidt (FRG) · GY · Anthony Keane (USA) · GY · Yves Brasseur (BEL) · GY             | 1.         |                              | Serge Panizza (FRA) · GY    | Alfonso Morales (USA) · GY                               | Döntő               | Döntő                    | Döntő                    |                            |                       | Jerzy Pawłowski (POL) · V · Mark Rakita (URS) · V · Pézsa Tibor (HUN) · GY · Rolando Rigoli (ITA) · GY · Józef Nowara (POL) · GY                                                                                 | 4.       |
| Mark Rakita                                                                                   | Kard, egyéni      | D. csoport · Wladimiro Calarese (ITA) · GY · Alex Orban (USA) · GY · Alexander Leckie (GBR) · GY · Román Quinos (ARG) · GY · William Fajardo (MEX) · GY · Nguyễn The Loc (VIE) · GY       | 1.         | B. csoport · Pézsa Tibor (HUN) · V · Marcel Parent (FRA) · V · Rolando Rigoli (ITA) · GY · Emil Ochyra (POL) · GY · Vicente Calderón (MEX) · GY                  | 2.         |                              | Marcel Parent (FRA) · GY    | Pézsa Tibor (HUN) · V                                    | Vigaszág            | Marcel Parent (FRA) · GY | Serge Panizza (FRA) · GY |                            |                       | Jerzy Pawłowski (POL) · V · Pézsa Tibor (HUN) · GY · Vlagyimir Nazlimov (URS) · GY · Rolando Rigoli (ITA) · GY · Józef Nowara (POL) · GY · Rájátszás: · Jerzy Pawłowski (POL) · V                                |          |
| Viktor Putyatyin Jurij Sarov Jurij Sziszikin Vaszil Sztankovics German Szvesnyikov            | Tőr, csapat       | 2. csoport · Egyesült Államok (USA) · 12-4 · Nagy-Britannia (GBR) · 9-0 | 1.         | |            |                              | erőnyerő                    | Magyarország (HUN) · 9-4 · Románia (ROU) · 8 (63)-8 (60) |                     |                          |                          |                            |                       | Franciaország (FRA) · 6-9 |          |
| Hrihorij Krissz Viktor Modzolevszkij Alekszej Nyikancsikov Jurij Szmoljakov Joszip Vitebszkij | Párbajtőr, csapat | 1. csoport · Portugália (POR) · 13-2 · Egyesült Államok (USA) · 10-5 · Olaszország (ITA) · 10-4                                                                                           | 1.         | |            |                              |                             | Olaszország (ITA) · 7-0 · NSZK (FRG) · 9-3               |                     |                          |                          |                            |                       | Magyarország (HUN) · 4-7 |          |
| Umjar Mavlihanov Vlagyimir Nazlimov Mark Rakita Viktor Szigyak Eduard Vinokurov               | Kard, csapat      | 1. csoport · Mexikó (MEX) · 15-1 · Nagy-Britannia (GBR) · 9-1 | 1.         | |            |                              |                             | Nagy-Britannia (GBR) · 9-1 · Franciaország (FRA) · 9-4   |                     |                          |                          |                            |                       | Olaszország (ITA) · 9-7 |          |

Női
| Versenyző                                                                                   | Versenyszám | Csoportkör | Csoportkör | Csoportkör | Csoportkör | Negyeddöntő                    | Elődöntő                          | Vigaszág a döntőért | Vigaszág a döntőért | Vigaszág a döntőért | Döntő | Helyezés    |
| Versenyző                                                                                   | Versenyszám | 1. kör | 1. kör     | 2. kör | 2. kör     | Negyeddöntő                    | Elődöntő                          | 1. kör              | 2. kör              | 3. kör              | Döntő | Helyezés    |
| Versenyző                                                                                   | Versenyszám | Ellenfél Eredmény | Hely.      | Ellenfél Eredmény | Hely.      | Ellenfél Eredmény              | Ellenfél Eredmény                 | Ellenfél Eredmény   | Ellenfél Eredmény   | Ellenfél Eredmény   | Ellenfél Eredmény | Helyezés    |
| ------------------------------------------------------------------------------------------- | ----------- | --- | ---------- | --- | ---------- | ------------------------------ | --------------------------------- | ------------------- | ------------------- | ------------------- | --- | ----------- |
| Galina Gorohova                                                                             | Tőr, egyéni | E. csoport · Stahl Jencsik Katalin (ROU) · V · Pilar Roldán (MEX) · V · Heidi Schmid (FRG) · GY · Colette Flesch (LUX) · GY · Myrna Anselma (AHO) · GY · Sylvia Iannuzzi-San Martín (ARG) · GY | 3.         | B. csoport · Drimba-Gyulai Ilona (ROU) · V · Antonella Ragno-Lonzi (ITA) · GY · Brigitte Gapais-Dumont (FRA) · GY · Harriet King (USA) · V · Helga Mees (FRG) · GY          | 4.         | Drimba-Gyulai Ilona (ROU) · GY | Rejtő Ildikó (HUN) · GY           | Döntő               | Döntő               | Döntő               | Jelena Novikova (URS) · GY · Pilar Roldán (MEX) · V · Rejtő Ildikó (HUN) · V · Brigitte Gapais-Dumont (FRA) · V · Kerstin Palm (SWE) · V    | 6.          |
| Jelena Novikova                                                                             | Tőr, egyéni | D. csoport · Szabó Orbán Olga (ROU) · GY · Cathérine Rousselet-Ceretti (FRA) · GY · Helga Mees (FRG) · GY · Susan Green (GBR) · GY · Rosa del Moral (MEX) · GY                                 | 1.         | D. csoport · Stahl Jencsik Katalin (ROU) · GY · Dömölky Lídia (HUN) · V · Heidi Schmid (FRG) · GY · Janet Wardell-Yerburgh (GBR) · GY · Milady Tack-Fang (CUB) · GY         | 1.         | Bruna Colombetti (ITA) · GY    | Brigitte Gapais-Dumont (FRA) · GY | Döntő               | Döntő               | Döntő               | Pilar Roldán (MEX) · GY · Rejtő Ildikó (HUN) · GY · Brigitte Gapais-Dumont (FRA) · GY · Kerstin Palm (SWE) · GY · Galina Gorohova (URS) · V |             |
| Alekszandra Zabelina                                                                        | Tőr, egyéni | A. csoport · Bruna Colombetti (ITA) · GY · Milady Tack-Fang (CUB) · V · Janice-Lee York-Romary (USA) · GY · Elżbieta Franke-Cymerman (POL) · GY · Margaret Bain (GBR) · GY                     | 1.         | A. csoport · Szabó Orbán Olga (ROU) · V · Pilar Roldán (MEX) · V · Cathérine Rousselet-Ceretti (FRA) · V · Giovanna Masciotta (ITA) · GY · Janice-Lee York-Romary (USA) · V | 6.         | kiesett                        | kiesett                           | kiesett             | kiesett             | kiesett             | kiesett | helyezetlen |
| Galina Gorohova Jelena Novikova Taccjana Szamuszenka Svetlana Tširkova Alekszandra Zabelina | Tőr, csapat | 3. csoport · Lengyelország (POL) · 12-4 · Nagy-Britannia (GBR) · 13-3 · Románia (ROU) · 7-9 | 2.         | |            | Olaszország (ITA) · 9-4        | Franciaország (FRA) · 9-3         |                     |                     |                     | Magyarország (HUN) · 9-3 |             |

## Vízilabda
| Szovjet férfi vízilabdacsapat-játékoskeret                                                                     | Szovjet férfi vízilabdacsapat-játékoskeret                                                             |
| --- | --- |
| - Alekszej Barkalov - Oleg Bovin - Givi Csikvanaia - Alekszandr Dolgusin - Jurij Grigorovszkij - Borisz Grisin | - Vagyim Guljajev - Leonyid Oszipov - Vlagyimir Szemjonov - Alekszandr Sidlovszkij - Vjacseszlav Szkok |

### Eredmények
Csoportkör
A csoport
| Csapat                 | M | Gy | D | V | G+ | G– | Gk  | P  |
| ---------------------- | - | -- | - | - | -- | -- | --- | -- |
| Magyarország (HUN)     | 6 | 6  | 0 | 0 | 39 | 14 | +25 | 12 |
| Szovjetunió (URS)      | 6 | 5  | 0 | 1 | 43 | 18 | +25 | 10 |
| Egyesült Államok (USA) | 6 | 3  | 1 | 2 | 37 | 36 | +1  | 7  |
| Kuba (CUB)             | 6 | 3  | 1 | 2 | 31 | 35 | –4  | 7  |
| NSZK (FRG)             | 6 | 2  | 0 | 4 | 33 | 34 | –1  | 4  |
| Spanyolország (ESP)    | 6 | 0  | 1 | 5 | 20 | 37 | –17 | 1  |
| Brazília (BRA)         | 6 | 0  | 1 | 5 | 22 | 51 | –29 | 1  |

| 1968. október 14. 15:00 | Szovjetunió (URS)    | 11 – 4 | Kuba (CUB) |  |
| 1968. október 14. 15:00 | (0–1, 4–1, 3–1, 4–1) |        |            |  |
| 1968. október 14. 15:00 | Grigorovszkij 4      |        | Junco 4    |  |

| 1968. október 17. 10:00 | Szovjetunió (URS)    | 6 – 3 | NSZK (FRG) |  |
| 1968. október 17. 10:00 | (0–1, 2–1, 3–1, 1–0) |       |            |  |
| 1968. október 17. 10:00 | Barkalov 2           |       | Weeke 2    |  |

| 1968. október 19. 10:00 | Szovjetunió (URS)    | 5 – 0 | Spanyolország (ESP) |  |
| 1968. október 19. 10:00 | (2–0, 1–0, 0–0, 2–0) |       |                     |  |
| 1968. október 19. 10:00 | Dolgusin 2           |       |                     |  |

| 1968. október 20. 15:30 | Magyarország (HUN)   | 6 – 5 | Szovjetunió (URS) |  |
| 1968. október 20. 15:30 | (2–2, 2–1, 1–2, 1–0) |       |                   |  |
| 1968. október 20. 15:30 | Felkai 3             |       | Grigorovszkij 2   |  |

| 1968. október 21. 10:00 | Szovjetunió (URS)    | 8 – 3 | Egyesült Államok (USA) |  |
| 1968. október 21. 10:00 | (1–1, 2–1, 2–1, 3–0) |       |                        |  |
| 1968. október 21. 10:00 | Szkok 4              |       | Bradley 2              |  |

| 1968. október 22. 09:00 | Szovjetunió (URS)    | 8 – 2 | Brazília (BRA)   |  |
| 1968. október 22. 09:00 | (1–0, 3–1, 3–1, 1–0) |       |                  |  |
| 1968. október 22. 09:00 | Sidlovszkij 3        |       | Carotini, Lima 1 |  |

Elődöntő
| 1968. október 24. 15:00 | Szovjetunió (URS)    | 8 – 5 | Olaszország (ITA) |  |
| 1968. október 24. 15:00 | (3–1, 1–2, 4–1, 0–1) |       |                   |  |
| 1968. október 24. 15:00 | Sidlovszkij, Szkok 3 |       | Pizzo 3           |  |

Döntő
| 1968. október 26. 17:00 | Jugoszlávia (YUG)              | 13 – 11 (h. u.) | Szovjetunió (URS) |  |
| 1968. október 26. 17:00 | (2–3, 3–2, 3–1, 3–5, 2–0, 0–0) |                 |                   |  |
| 1968. október 26. 17:00 | Marović 5                      |                 | Barkalov 7        |  |

| Csapat            | Helyezés |
| ----------------- | -------- |
| Szovjetunió (URS) |          |